# Danh sách đĩa nhạc của Hồng Nhung
Hồng Nhung là một nữ ca sĩ người Việt Nam, từng giành được 8 đề cử cho giải Cống hiến. Cô đã thành công trong việc đổi mới nhạc Trịnh từ những năm đầu thập niên 90. Hồng Nhung là một nghệ sĩ có sức ảnh hưởng lớn và được công nhận là một trong bốn Diva của Việt Nam bên cạnh Thanh Lam, Mỹ Linh và Trần Thu Hà.

## Album phòng thu
| Tựa đề                        | Chi tiết                                                                                       | Chú thích |
| ----------------------------- | ---------------------------------------------------------------------------------------------- | --------- |
| Đoản khúc thu Hà Nội          | - Phát hành: 21 tháng 7 năm 1997 - Hãng đĩa: Trung tâm Băng nhạc Trẻ - Định dạng: CD, cassette |           |
| Hồng Nhung & những bài Topten | - Phát hành: 1998 - Hãng đĩa: Trung tâm Băng nhạc Trẻ - Định dạng: CD, cassette                |           |
| Bài hát ru cho anh            | - Phát hành: 4 tháng 12 năm 1998 - Hãng đĩa: Viết Tân Studio - Định dạng: CD, cassette         |           |
| Ru tình                       | - Phát hành: 2000 - Hãng đĩa: Viết Tân Studio - Định dạng: CD, cassette                        |           |
| Cháu vẽ ông mặt trời          | - Phát hành: 2001 - Hãng đĩa: Viết Tân Studio - Định dạng: CD                                  |           |
| Ngày không mưa                | - Phát hành: 20 tháng 11 năm 2001 - Hãng đĩa: Viết Tân Studio - Định dạng: CD, cassette        |           |
| Thuở Bống là người            | - Phát hành: 2003 - Hãng đĩa: Viết Tân Studio - Định dạng: CD                                  |           |
| Một ngày mới                  | - Phát hành: 2003 - Hãng đĩa: Viết Tân Studio - Định dạng: CD, cassette                        |           |
| Khu vườn yên tĩnh             | - Phát hành: 28 tháng 10 năm 2004 - Hãng đĩa: Viết Tân Studio - Định dạng: CD                  |           |
| Như cánh vạc bay              | - Phát hành: 2006 - Hãng đĩa: Viết Tân Studio - Định dạng: CD                                  |           |
| Vòng tròn                     |                                                                                                |           |
| Phố à, phố ơi...              |                                                                                                |           |
| Tuổi thơ tôi                  |                                                                                                |           |
| Bống là ai?                   |                                                                                                |           |
| Đài phát thanh công cộng      |                                                                                                |           |

## Album phòng thu không chính thức
| Năm  | Tên                      | Định dạng    | Hãng phát hành                             | Chú thích                                                                                                |
| ---- | ------------------------ | ------------ | ------------------------------------------ | --- |
| 1989 | Tiếng hát Hồng Nhung     | Cassette     | Dihavina                                   | Tái bản năm 1996                                                                                         |
| 1991 | Sao anh không đến        | Cassette     | Hoa phượng đỏ                              | |
| 1992 | Nỗi nhớ mây xưa          | Cassette, CD | Dihavina                                   | Tái bản                                                                                                  |
| 1993 | Bống bồng ơi             | Cassette, CD | Trung tâm Băng nhạc trẻ Mimosa Productions | Tái bản ngày 29 tháng 3 năm 2006 với tên Em hãy ngủ đi                                                   |
|      | Em ơi Hà Nội phố         | CD           | Kim Lợi Productions                        | Tái bản từ Đoản khúc thu Hà Nội                                                                          |
|      | Tình thôi xót xa         |              |                                            | |
|      | Em đến từ nghìn xưa      | CD           | Music Production                           | Tình khúc Trịnh Công Sơn                                                                                 |
|      | Hồng Nhung nhạc tuyển    | CD           |                                            | |
| 1994 | Lênh đênh                | Cassette     | Dihavina                                   | 10 tình khúc Hồng Đăng                                                                                   |
| 1995 | Chợt nghe em hát         | Cassette, CD | Trung tâm Băng nhạc Phú Nhuận              | Tái bản dưới dạng CD năm 1998 và tiếp tục bị Mưa Hồng tái bản lậu ở Mỹ với tên Có phải em mùa thu Hà Nội |
| 1995 | Mê khúc                  | Cassette, CD | Mưa hồng Productions Ca dao Productions    | 10 tình khúc Bảo Phúc - Anh Thoa Tái bản năm 1996 với tên Để gió đưa vào lãng quên                       |
| 1996 | Níu tay nghìn trùng      | CD           | Mưa hồng Productions                       | Tình ca Trịnh Công Sơn                                                                                   |
| 1997 | Ca dao Hồng              | CD           |                                            | |
|      | Trái tim hoang vu        |              |                                            | |
| 1998 | Vườn yêu                 | Cassette, CD | Vafaco                                     | |
| 1999 | Biết em còn chút dỗi hờn | CD           | Kim Lợi, INC.                              | |
| 1999 | Lời thiên thu gọi        | Cassette, CD | Trung tâm phát hành băng nhạc PGP          | |

## Album hợp tác
| Năm  | Tên                                                      | Loại         | Hãng phát hành                | Chú thích                                                                                     |
| ---- | -------------------------------------------------------- | ------------ | ----------------------------- | --------------------------------------------------------------------------------------------- |
| 1994 | Khúc mưa (với Don Hồ)                                    | CD           | Đông Tây Music Productions    |                                                                                               |
| 1994 | Ngày em đến (với Thanh Lam)                              | Cassette, CD | Trùng Dương Audio & Video     | Album nhạc Từ Huy Tái bản năm 1995 với tên Lãng quên đi                                       |
| 1994 | Khúc mưa (với Thanh Lam)                                 | Cassette     | Dihavina                      |                                                                                               |
| 1994 | Tình ca mùa xuân (với Phương Thanh)                      | Cassette     | Dihavina                      | Album nhạc Tôn Thất Lập                                                                       |
| 1994 | Giọt mưa hay giọt lệ tình (với Thanh Lam)                | Cassette, CD | XN Sài Gòn Video              | Tái bản năm 1995 với tên Tình khúc Diên An: Cơn mưa mùa đông và năm 2002 với tên Giọt lệ tình |
| 1996 | Hát mừng giáng sinh (với Tam ca Áo Trắng)                | Cassette, CD | Dihavina Mưa hồng Productions | Tái bản năm 1998 Tái bản hải ngoại với tên Tiếng hát thiên thần                               |
| 1996 | Lời của gió (với Mỹ Linh)                                | Cassette, CD | Dihavina                      | Tái bản năm 2010                                                                              |
| 1997 | Nghe mưa (với Thanh Lam)                                 | Cassette, CD | Trung tâm Băng nhạc Phú Nhuận | 10 tình khúc Dương Thụ – Bảo Chấn                                                             |
| 1997 | Trách chi cơn mưa chiều (với Thanh Lam)                  | Cassette     | Trung tâm Băng nhạc trẻ       | Tình khúc Ái Lan 2                                                                            |
| 1998 | Nghe mưa 2 (với Thanh Lam, Lam Trường và Trần Thu Hà)    | CD           | Trung tâm Băng nhạc Phú Nhuận |                                                                                               |
| 1999 | The First Noel: Noel đầu tiên (với Thanh Lam và Mỹ Linh) | CD           | Dihavina                      |                                                                                               |
|      | Nắng úa tình tôi (với Quang Dũng)                        | CD           | Nhạc xanh                     |                                                                                               |
| 2006 | Nợ (với Thanh Lam)                                       | CD           |                               | 10 tình khúc Trần Viết Tân                                                                    |
| 2007 | Vì ta cần nhau (với Quang Dũng)                          | CD           | Viết Tân                      |                                                                                               |
| 2009 | Có đâu bao giờ (với Quang Dũng)                          | CD           | Hãng phim Phương Nam          |                                                                                               |

## Đĩa đơn/EP
- Cây bàng của cha (2011)
- "Giọt nước mắt" (2024)

## Album video
| Năm  | Tên album                       | Định dạng | Hãng phát hành                        |
| ---- | ------------------------------- | --------- | ------------------------------------- |
| 1991 | Cô bé vô tư                     | VHS       | Trung tâm dịch vụ truyền hình Cần Thơ |
| 1999 | Bống bồng ơi                    | VHS       | Hãng Phim Trẻ                         |
| 2000 | Bài hát ru cho anh              | VHS       | Rạng Đông                             |
| 2006 | Liveshow Như cánh vạc bay       | DVD       | Lạc Vũ                                |
| 2008 | Vì ta cần nhau (với Quang Dũng) | DVD       |                                       |

## Album cá nhân góp giọng
| Năm  | Tên album                                               | Loại         | Hãng phát hành                                    | Nghệ sĩ         | Ca khúc                                                           |
| ---- | ------------------------------------------------------- | ------------ | ------------------------------------------------- | --------------- | ----------------------------------------------------------------- |
| 1996 | Tình khúc Trần Tiến: Tạm biệt chim én                   | Cassette     | HSD                                               | Trần Tiến       | "Cô bé vô tư"                                                     |
| 1997 | Album 2: Một dại khờ, một tôi                           | CD           |                                                   | Phú Quang       | "Tình khúc 24"                                                    |
| 1998 | Đất nước – My Country                                   | Cassette, CD | - Hãng phim Bông Sen - Saigon Audio - CD          | Phạm Minh Tuấn  | "Khát vọng" "Hà Nội ơi, thầm hát trong tôi" "Đất nước"            |
| 1999 | Ngồi hát ca bềnh bồng                                   | CD           | Hãng phim trẻ                                     | Quốc Bảo        | "Tôi về"                                                          |
| 2001 | Album 5: Về lại phố xưa                                 | CD           |                                                   | Phú Quang       | "Về lại phố xưa"                                                  |
| 2001 | Vàng son, vol.2                                         | CD           | Phương Nam phim                                   | Quốc Bảo        | "Ca dao hồng" "Tình ca nhung"                                     |
| 2001 | Đêm nhớ, vol.1                                          | CD           |                                                   | Từ Huy          |                                                                   |
| 2001 | Hạ trắng                                                | CD           |                                                   | Trần Mạnh Tuấn  | "Em hãy ngủ đi"                                                   |
| 2001 | Ngẫu hứng                                               | DVD          | Phương Nam phim                                   | Trần Tiến       | "Ngẫu hứng sông Hồng" "Điệp khúc tình yêu"                        |
| 2002 | The Quiet American (Original Motion Picture Soundtrack) | CD           | Varèse Sarabande                                  | Craig Armstrong | "Nothing in This World"                                           |
| 2003 | Album 6: Điều giản dị                                   | CD           |                                                   | Phú Quang       | "Điều giản dị"                                                    |
| 2003 | Album 7: Ngoảnh lại                                     | DVD, CD      |                                                   | Phú Quang       | "Về lại phố xưa" "Nỗi buồn"                                       |
| 2004 | Album 8: 13 chuyện bình thường                          | CD           |                                                   | Phú Quang       | "Tình khúc 24" "Mây xưa" "Mùa hạ còn đâu" "Khúc mưa"              |
| 2004 | hoa cỏ may                                              | CD           | - Viết Tân Studio - Trung tâm Băng nhạc Phú Nhuận | Đình Bảo        | "Sao hôm sao mai" (với Đình Bảo)                                  |
| 2005 | Em                                                      | CD           |                                                   | Quang Dũng      | "Bình yên" (với Quang Dũng)                                       |
| 2005 | Album 10: Phố cũ của tôi                                | CD           |                                                   | Phú Quang       | "Em ơi Hà Nội phố" " Hoàng hôn dốc "                              |
| 2007 | Live in Vietnam: Riêng một góc trời                     | DVD          |                                                   | Tuấn Ngọc       | "Từ giọng hát em" "Ru em từng ngón xuân nồng"                     |
| 2007 | Có một thời như thế                                     | CD           | Hãng phim trẻ                                     | Trần Tiến       | "Điệp khúc tình yêu"                                              |
| 2008 | Listen or Walk                                          | CD           |                                                   | Võ Thiện Thanh  |                                                                   |
| 2011 | Tìm về dấu yêu                                          | CD           |                                                   | Thanh Bùi       | "Đừng quay bước đi" (với Thanh Bùi)                               |
| 2011 | Ngày nữa để yêu thương                                  | DVD          |                                                   | Quang Dũng      | "Phôi pha" "Mặt trời dịu êm"                                      |
| 2011 | Định mệnh nào cho em                                    | EP           |                                                   | Tú Vi           | "Mong lời yêu" (với Tú Vi)                                        |
| 2012 | Cơn mưa chiều Chủ Nhật, vol 2                           | CD           |                                                   | Từ Huy          | "Lãng quên đi" "Mũi tên vô hình"                                  |
| 2016 | Paradiso                                                | DVD          |                                                   | Đức Tuấn        | "Music of the Night" (từ The Phantom Of The Opera) (với Đức Tuấn) |
| 2018 | Lam Trường 9PM Live                                     | EP           |                                                   | Lam Trường      | "Tình yêu tôi hát" (với Lam Trường)                               |
| 2020 | Trọn một kiếp yêu                                       | CD           | Hãng đĩa Thời Đại                                 | Đức Tuấn        | "Cho em quên tuổi ngọc" (với Đức Tuấn)                            |
| 2024 | Nhân trần                                               | CD           | LP Club                                           | BigDaddy        | "Những cơn mưa dài cuối đông" (với BigDaddy)                      |

## Album tổng hợp góp mặt
- DVD Tuyển tập ca khúc Trịnh Công Sơn - Đóa hoa vô thường, Xin trả nợ người - với Cẩm Vân, Thanh Lam, Mỹ Linh, Tam ca Áo trắng, Tam ca 3A, Khắc Triệu, Bảo Phúc và Hồng Hạnh
- Dẫu ngày xưa rất xưa (10 tình khúc phổ thơ Huỳnh Văn Dung) - với Bảo Yến, Ánh Tuyết, Thu Hà, Thùy Dung và Ngọc Thúy
- Nhớ về Hà Nội - với Cẩm Vân, Ánh Tuyết, Thanh Lam, Bảo Yến, Trung Anh, Thùy Dung và Đức Chính (1993)
- Tình khúc Trịnh Công Sơn 1 - với Trầm Tú, Tố Hà, Cao Duy, Khánh Dung và Lệ Hằng (1994)
- Tình khúc Trịnh Công Sơn 2 - với Trầm Tú, Tố Hà, Tam ca Áo trắng và Đức Lâm (1994)
- Về đây nghe em - với Cẩm Vân, Thanh Lam, Mỹ Lệ, Khắc Triệu, Khắc Dũng, Kim Thoa và Cao Duy
- Một cõi đi về - với Phương Thanh, Thanh Thúy và Lan Phương (1996)
- Sài Gòn trẻ (Top.1) - với Phương Thanh, Lam Trường, Minh Thuận, Thanh Thủy, Phương Thảo, Ngọc Lễ, Phương Giao và Nguyên Lộc (1996)
- Dấu yêu tình đầu - với Mỹ Linh, Phương Thanh, Tam ca Áo trắng, Cao Duy, Ngọc Lễ, Hoàng Kim, Kim Khánh và Thanh Long Bass (1997)
- Khi mùa xuân đến - với Thanh Lam, Lam Trường, Thu Phương, Bằng Kiều, Nhóm Tik Tik Tak, Hiền Thục, Minh Thuận, Ngọc Xuân, Bảo Thơ và Vân Khanh (1997)
- Góc quê hương (album nhạc Nguyễn Trường Văn) - với Thu Phương, Lam Trường, Siu Black, Tạ Minh Tâm, Tam ca Áo trắng, Thanh Long và Đình Vân (1998)
- Thương một người - với Lê Dung, Thanh Lam, Ngọc Anh, Thu Hà và Phương Thảo (1998)
- Mưa - với Cẩm Vân, Thanh Lam, Lam Trường, Phương Thanh, Hồng Hạnh, Thu Hà, Cảnh Hàn và Khắc Triệu (1999)
- Một mình - Thanh Lam, Thu Phương, Lam Trường, Mỹ Linh, Bằng Kiều và Quang Linh (1999)
- Anh và em (tình khúc Lã Văn Cường – Trần Quang Lộc) - với Bảo Phúc, Lam Trường, Bằng Kiều, Thu Phương, Huy MC, Trần Thu Hà, Phương Thảo, Ngọc Lễ, Kim Thoa (1999)
- Khúc hát Samba - với Lê Dung, Thanh Lam, Thu Phương, Mỹ Linh, Phương Thanh, Bằng Kiều, Lam Trường, Nhóm Tik Tik Tak, Nhóm Quả dưa hấu, Ngọc Anh và Quang Linh (1999)
- Có đôi khi (CD Dấu ấn thời gian album nhạc Lã Văn Cường) - Hãng Phim Trẻ
- Đã yêu - với Mỹ Lệ, Mỹ Hạnh, Đàm Vĩnh Hưng, Đan Trường, Quang Dũng, Vân Khánh và Mây Trắng
- Lời trái tim hát - với Ngọc Tân, Tam ca Áo trắng, Mắt Ngọc, Bonneur Trinh, Hà My, MTV và Vân Khánh
- Dệt tầm gai - với Thanh Lam, Mỹ Lệ, Thu Phương, Mỹ Linh, Trần Thu Hà, Quang Dũng, Anh Quân, Khánh Du và Lan Hương
- Vườn yêu - Thu Phương, Phương Thanh, Lam Trường, Bằng Kiều và Tam ca con gái
- Ngỡ đã quên em - với Thanh Lam, Mỹ Linh, Bằng Kiều, Thu Phương, Trần Thu Hà, Lam Trường, Phương Thanh, Huy MC, Hồ Lệ Thu và Tam ca 3A
- Bài hát buồn - với Thanh Lam, Phương Thanh, Bằng Kiều, Trần Thu Hà, Ngọc Sơn, Minh Thuận và Hương Lan
- Mùa xuân ghé lại bên đời (album nhạc Tôn Thất Lan) - với Thu Hiền, Lệ Trâm, Trầm Tú và Tam ca Áo trắng
- Ngày mưa hãy đến với em - với Thanh Lam, Mỹ Linh và Phương Thanh
- Divas 1990-2000 - với Thanh Lam, Mỹ Linh,...
- Bến Mơ ( CD album Lã Văn Cường Vol .3 ) - 2/8/2000 - Có Đôi Khi , Vườn Yêu - Phương nam phim
- Trịnh Công Sơn 2 (Cuối cùng cho một tình yêu) - với Cẩm Vân, Mỹ Hạnh, Bằng Kiều, Trần Thu Hà, Mỹ Tâm, Mỹ Lệ, Lan Ngọc, Quang Minh và Hồng Hạnh (2002)
- Cõi Tương Tư ( CD album Tình Khúc Lã Văn Cường Vol.4) - 24/04/2002 - Sao Anh Không Về - Phương Nam Phim
- Đón xuân - với Lam Trường, Phương Thanh, Thu Minh, Tam ca Áo trắng,... (2002)
- Vắng anh - với Thanh Lam, Mỹ Lệ, Lam Trường, Trần Thu Hà, Bảo Chấn, Bảo Phúc, Lê Hiếu, Tuấn Phương, Bảo Kình và Hoàng Trung (2004)

| Năm         | Tên                                                                         | Loại          | Hãng phát hành                                                          | Nghệ sĩ | Ca khúc | Tác giả                                                                                         | Chú thích                                                                        |
| ----------- | --------------------------------------------------------------------------- | ------------- | ----------------------------------------------------------------------- | --- | --- | ----------------------------------------------------------------------------------------------- | -------------------------------------------------------------------------------- |
| 1989        | Papa – Nhạc trẻ nước ngoài                                                  | Cassette      | - Dihavina                                                              | Cẩm Vân, Thanh Lam, Tuấn Phương, Ngọc Bích, Lan Anh và Lâm Xuân | - Papa - Con chim sâu - Chiquitita - Đàn sếu |                                                                                                 |                                                                                  |
|             | Cô bé vô tư                                                                 | CD            | - Dihavina                                                              | Thanh Lam, Thùy Dung và Ngọc Châu | - Một thoáng quê hương - Mai em mười bảy - Cô bé vô tư - Ngơ ngác hoàng hôn | - Từ Huy, Thanh Tùng - Ngô Quốc Tính - Trần Tiến - Nguyễn Đình Bảng                             |                                                                                  |
| 15/06//1991 | Mưa chiều nhớ nhau                                                          | Cassette      |                                                                         | NSND Thanh Hoa, Bảo Yến, Thanh Lam, Hồng Hạnh, Đức Lâm, Phương Dung và Quốc Tuấn | - Chút lãng mạn - Tình khúc chiều mưa - Hận tình trong mưa | - Doãn Bình - Nguyễn Ánh 9                                                                      |                                                                                  |
| 15/02/1993  | Tình khúc Phú Quang: Mùa hạ còn đâu                                         | Cassette      | - Dihavina                                                              | Lê Dung, Lệ Thu, Bảo yến, Thanh Lam, Hồng Hạnh, Thanh Long và Nhã Phương | - Tình khúc 24 | - Phú Quang                                                                                     |                                                                                  |
| 13/11/1993  | Tình khúc Trần Long Ẩn: Tình yêu là chiếc bóng                              | Cassette      |                                                                         | Lệ Thu, Cẩm Vân, Thùy Dương, Lan Ngọc, Phương Thảo và Thu Hà | - Tình yêu - Tình ca | - Trần Long Ẩn, Thường Đoan - Trần Long Ẩn, Từ Huy                                              |                                                                                  |
| 1994        | Đất nước lời ru                                                             | Cassette      | - Dihavina                                                              | Thu Hiền, Mỹ Linh, Tam ca Thế hệ mới, Vinh Hiển, Luân Vy, Như Hào, Cao Minh và Hoàng Kim | - Bài thơ biển | - Văn Thành Nho                                                                                 |                                                                                  |
| 1994        | Có một ngày như thế                                                         | CD            | - Mưa hồng Productions                                                  | Cẩm Vân, Thanh Lam, Mỹ Linh, Tam ca Áo trắng và Ngọc Thúy | - Có một ngày như thế - Mẹ bỏ con đi (Đường xa vạn dặm) - Có những con đường | - Trịnh Công Sơn                                                                                | Tình khúc Trịnh Công Sơn                                                         |
| 1994        | Tình khúc Trịnh Công Sơn 2                                                  | CD            | - Trung tâm Thùy Dương                                                  | Tam ca Áo trắng, Trầm Tú, Tố Hà và Đức Lâm | - Hạ trắng | - Trịnh Công Sơn                                                                                |                                                                                  |
| 14/01/1994  | Tuyển tập ca khúc Văn Cao: Cung đàn xưa                                     | CD            | - Trung tâm Băng nhạc trẻ                                               | Ánh Tuyết, Tam ca Áo trắng, Thu Hà, Cao Minh và Thanh Thúy | - Thu cô liêu - Ngày mùa | - Văn Cao                                                                                       |                                                                                  |
| 10/03/1994  | Ca khúc Trịnh Công Sơn: Xin trả nợ người                                    | Cassette, CD  | - Trung tâm Băng nhạc trẻ                                               | Trịnh Công Sơn, Thanh Lam, Cẩm Vân, Tam ca Áo trắng và Hồng Hạnh | - Có những con đường - Còn ai với ai - Đường xa vạn dặm - Nhớ mùa thu Hà Nội | - Trịnh Công Sơn                                                                                |                                                                                  |
|             | Xin trả nợ người                                                            | DVD           | - Apple Films                                                           | Thanh Lam, Cẩm Vân, Tam ca Áo trắng và Hồng Hạnh | - Có những con đường - Còn ai có ai | - Trịnh Công Sơn                                                                                |                                                                                  |
| 16/03/1994  | Thành phố tình yêu & nỗi nhớ                                                | CD            | - Bến Thành Audio & Video                                               | Lệ Thu, Cẩm Vân, Phương Thanh, Tam ca Áo trắng, Như Hảo, Châu Tuấn và Thu Hà | - Người già em bé | - Trịnh Công Sơn                                                                                |                                                                                  |
| 22/04/1996  | Những tình khúc vượt thời gian: Một thuở yêu đàn                            | VHS           | - Hãng phim trẻ - Kim Lợi Studio                                        | Cảnh Hàn, Thanh Long Bass và Thu Hà | - Đêm đông | - Nguyễn Văn Thương                                                                             |                                                                                  |
| 25/04/1994  | 10 tình khúc Lã Văn Cường: Tình khúc tím                                    | Cassette, CD  | - Trung Tâm Băng Nhạc Trẻ                                               | Cẩm Vân, Bảo Phúc, Đình Văn và Thu Hà | - Bài ca buồn - Hương quen | - Lã Văn Cường                                                                                  | Mimosa Tái bản lậu CD năm 1997 ở Mỹ                                              |
| 11/08/1994  | Nhớ về Hà Nội                                                               | Cassette, VCD | - Dihavina - Trung tâm Băng nhạc trẻ                                    | Cẩm Vân, Ánh Tuyết, Thanh Lam, Bảo Yến, Trung Anh, Thùy Dung, Cao Minh và Đức Chính | - Nhớ về Hà Nội - Nhớ mùa thu Hà Nội | - Hoàng Hiệp - Trịnh Công Sơn                                                                   |                                                                                  |
| 23/03/1995  | Một thoáng quê hương                                                        | Cassette      | - Master Digital                                                        | Cẩm Vân, Thu Hiền, Tam ca Áo trắng, Cao Minh, Lê Hành, Thanh Thúy, Hoàng Kim, Như Hào và Thùy Trang | - Mặt Trời bé con | - Trần Tiến                                                                                     |                                                                                  |
| 24/05/1996  | Người lính và những bản tình ca                                             |               | - Trung tâm Băng nhạc trẻ                                               | Quang Lý, Ánh Tuyết, Tam ca Áo trắng, Ngọc Yến, Ngọc Lan, Cao Minh và Hoài Nam | - Điệp khúc tình yêu | - Trần Tiến                                                                                     |                                                                                  |
| 11/06/1996  | Tình thôi xót xa                                                            | Cassette      | - Bến Thành Audio                                                       | Mỹ Linh, Bảo Phúc, Lệ Hằng và Thu Hà | - Có nụ hoa hồng, bỗng gọi tên anh - Hoang vắng - Tình thôi xót xa - Bay đi cô đơn - Dường như | - Bảo Phúc - Quốc Dũng - Bảo Chấn - Bảo Phúc - Bảo Chấn                                         |                                                                                  |
| 11/06/1996  | Dấu yêu tình đầu                                                            | CD            | - Bến Thành Audio - Video                                               | Cẩm Vân, Phương Thanh, Mỹ Linh, Tam ca Áo trắng, Kim Khánh, Thu Hà, Cao Duy, Phương Thảo, Hoàng Kim, Nguyễn Đức, Ngọc Lễ, Thanh Long Bass                                                                             | - Có nụ hoa hồng bỗng gọi tên anh | - Bảo Phúc                                                                                      |                                                                                  |
| 06/08/1996  | Chương trình ca nhạc Tuổi hồng: Điều kỳ lạ của em                           | Cassette, DVD | - Hãng phim trẻ - Kim Lợi Studio                                        | Cẩm Ly, Thu Minh, Hiền Thục, Tam ca Áo trắng, Thanh Thúy, Minh Tuyết, Hoài Nam, Tú Hà và Kim Thoa | - Mưa hồng | - Trịnh Công Sơn                                                                                |                                                                                  |
| 06/08/1996  | Thành phố trẻ                                                               | Cassette      | - Trung tâm Băng nhạc trẻ                                               | Bảo Yến, Cẩm Vân, Phương Thanh, Lam Trường, Khắc Triệu, Tam ca ba con mèo, Hồng Hạnh, Thu Hà, Ngọc Lễ và Phương Thảo                                                                                                  | - Con đường có lá me bay | - Diệp Minh Tuyền, Hoàng Hiệp                                                                   | Song ca cùng Ngọc Tân                                                            |
| 05/10/1996  | Hà Nội mùa vắng những cơn mưa                                               | CD            | - Hãng phim trẻ                                                         | Lê Dung, Cẩm Vân, Thanh Lam, Mỹ Linh, Thu Hà, Thùy Dung và Thanh Long | - Có phải em... mùa thu Hà Nội | - Lã Văn Cường, Trần Quang Lộc                                                                  |                                                                                  |
| 14/10/1996  | Sài Gòn trẻ Top.1                                                           | CD            | - Vafaco                                                                | Phương Thanh, Lam Trường, Ngọc Lễ, Phương Thảo, Minh Thuận, Thanh Thùy, Phương Giao và Nguyên Lộc | - Everything I Do (Tất cả cho em) | - Bryan Adams, Michael Kamen, Robert "Mutt" Lange                                               |                                                                                  |
| 14/01/1997  | Những tình khúc vượt thời gian 4                                            | VHS, CD       | - Hãng phim trẻ - Kim Lợi Studio                                        | Lê Dung, Ánh Tuyết, Thanh Lam, Tam ca Áo trắng, Cẩm Ly, Lam Trường, Minh Tuyết, Hồng Hạnh, Thu Hà, Cảnh Hàn và Hoài Nam                                                                                               | - Trở về | - Châu Kỳ                                                                                       |                                                                                  |
| 06/03/1997  | Những người bạn: Tình yêu mãi mãi                                           | CD            | - Bến Thành Audio - Video                                               | Ánh Tuyết, Cẩm Vân, Bảo Phúc, Tam ca Áo trắng, Thu Hà, Thủy Tiên, Hoàng Kim, Cao Duy, Thủy Tiên và Trầm Tú | - Tình yêu là mãi mãi | - Tôn Thất Lập                                                                                  |                                                                                  |
| 14/03/1997  | Còn tuổi nào cho em                                                         | CD            | - Dihavina                                                              | Lê Dung, Thanh Lam, Mỹ Linh, Ngọc Anh, Thanh Long và Ngọc Quỳnh | - Hơi thở mùa xuân | - Dương Thụ                                                                                     |                                                                                  |
| 02/05/1997  | Chương trình ca nhạc: Giai điệu về khuya                                    |               | - Đài Truyền hình Thành phố Hồ Chí Minh - Trung tâm dịch vụ truyền hình | Cẩm Vân, Ánh Tuyết, Thùy Dương, Khắc Dũng, Thu Hà, Hoàng Thơ, Luân Vũ, và Lê Tấn Quốc | - Em hãy ngủ đi - Còn mãi tìm nhau - Diễm xưa | - Trịnh Công Sơn                                                                                |                                                                                  |
| 08/05/1997  | Những tình khúc vượt thời gian 3                                            | VHS, CD       | - Hãng phim trẻ - Kim Lợi Studio                                        | Lê Dung, Ánh Tuyết, Tài Linh, Thu Hà, Cảnh Hàn và Thu Hiền | - Chiều tím | - Đinh Hùng, Đan Thọ                                                                            |                                                                                  |
| 09/05/1997  | Sài Gòn em và tôi                                                           | CD            | - Sai Gon Audio - CD                                                    | Khắc Triệu, Bảo Phúc, Hoàng Kim, Đức Minh, Cao Minh và Kim Thoa | - Vườn yêu - Sao anh không về | - Lã Văn Cường, Minh Nguyệt                                                                     |                                                                                  |
| 14/05/1997  | Khúc ảo mộng                                                                | Cassette, CD  | - Kim Lợi Productions                                                   | Thanh Lam, Cẩm Ly, Lam Trường, Phương Thanh, Minh Tuyết, Minh Thuận, Cảnh Hàn và Thu Hà | - Beauty and the Beast (bài hát của Disney) | - Alan Menken, Howard Ashman                                                                    |                                                                                  |
| 18/06/1997  | Mùa thu tiền chiến                                                          | Cassette, CD  | - PGP                                                                   | Lệ Thu, Bảo Yến, Phương Thanh, Thu Hà và Hoàng Dũng | - Cô láng giềng - Thoi tơ - Gái xuân | - Hoàng Quý - Đức Quỳnh, Nguyễn Bính - Tử Vũ                                                    | Tái bản bởi Trung tâm MIMOSA                                                     |
| 20/06/1997  | Như cánh vạc bay (Like a Flying Heron)                                      | Cassette      |                                                                         | Mỹ Lệ, Bảo Phúc, Khánh Du và Kim Thoa | - Ru tình - Xin mặt trời ngủ yên | - Trịnh Công Sơn                                                                                |                                                                                  |
| 18/07/1997  | Màu thời gian, vol. 1                                                       | Cassette, CD  | - Sai Gon Audio                                                         | Bảo Yến, Mỹ Linh, Thu Minh, Thanh Long, Trương Xuân Khôi và Ngọc Bảo | - Ngọc lan - Trên sông hương | - Dương Thiệu Tước - Nguyễn Văn Thương                                                          |                                                                                  |
| 18/07/1997  | Màu thời gian 2                                                             | Cassette, CD  | - Sai Gon Audio - Hãng phim Bông sen                                    | Lê Dung, Bảo Yến, Thu Minh, Ngọc Bảo, Bích Hồng, Khắc Dũng, Trung Hậu và Trương Xuân Khôi | - Hướng về Hà Nội | - Hoàng Dương                                                                                   |                                                                                  |
| 29/07/1997  | Đóa hoa vô thường                                                           | Cassette, CD  | - Hãng phim trẻ                                                         | Cẩm Vân, Thanh Lam, Mỹ Linh, Tam ca 3A, Khắc Triệu, Tam ca Áo trắng và Bảo Phúc | - Rồi như đá ngây ngô - Đóa hoa vô thường | - Trịnh Công Sơn                                                                                |                                                                                  |
| 04/08/1997  | Bài ca xuân 68                                                              | CD            | - Trung tâm Băng nhạc trẻ                                               | Thu Hiền, Ngọc Yến, Bích Phượng, Ái Xuân, Kim Ngọc và Tốp nữ QK.7 | - Huế, Sài Gòn, Hà Nội | - Trịnh Công Sơn                                                                                |                                                                                  |
| 06/08/1997  | Album nhạc Phạm Đăng Khương: Khung trời mơ ước                              |               |                                                                         | Lệ Thu, Cẩm Vân, Thanh Lam, Ngọc Ánh, Thùy Dương và Tam ca Áo trắng | |                                                                                                 |                                                                                  |
| 1997        | Những tình khúc vượt thời gian 2                                            | CD            | - Kim Lợi Productions                                                   | Ánh Tuyết, Tam ca Áo trắng, Thu Hà, Như Hảo, Cảnh Hàn, Tài Linh, Trầm Tú và Hoài Nam | - Tình nghệ sĩ - Mưa hồng | - Đoàn Chuẩn, Từ Linh - Trịnh Công Sơn                                                          |                                                                                  |
| 1997        | Mùa Xuân Tình Đầu                                                           | Tape          | Trung tâm Băng nhạc trẻ                                                 | Cẩm Vân, Nguyễn Chánh Tín, Khắc Triệu và Cao Duy | - Nhớ - Lãng mạn mùa xuân | Nhớ ( Lã Văn Cường , Bùi Chí Vinh )                                                             | Mưa Hồng tái bản CD lậu tại Mỹ Đổi tựa " Bên Cội Mai Vàng "                      |
| 1997        | Tình không đổi thay                                                         |               | - Bến Thành Audio - Video                                               | Phương Thanh, Mỹ Linh, Lệ Hằng, Tam ca Áo trắng, Hoàng Kim, Kim Khánh, Hồ Lệ Thu và Nguyễn Đức | - Tình thôi xót xa | - Bảo Chấn                                                                                      |                                                                                  |
| 1997        | Thành phố tình yêu & nỗi nhớ                                                | CD            | - Bến Thành Audio - Video                                               | Lệ Thu, Cẩm Vân, Phương Thanh, Tam ca Áo trắng, Thu Hà, Châu Tuấn và Như Hảo | - Người già và em bé | - Trịnh Công Sơn                                                                                |                                                                                  |
| 11/08/1997  | Hương cố nhân                                                               | CD            | - Trung tâm phát hành băng nhạc - Hãng phim Giải phóng                  | Thanh Lam, Hồ Lệ Thu, Mỹ Linh, Thu Minh, Ngọc Quỳnh và Tam ca 3A | - Hướng về Hà Nội - Mỗi độ xuân về | - Hoàng Dương - Phạm Đình Chương                                                                |                                                                                  |
| 16/09/1997  | Luôn mãi yêu em                                                             |               | - PGP Productions                                                       | Phương Thanh, Cẩm Ly, Minh Tuyết, Minh Thuận, Hoàng Dũng, Ngọc Xuân, Khánh Dung, Thu Hà và Nhật Hào | - Ngày ta xa nhau - Ôi em yêu (*) - Sống thật đẹp (*) | - Trúc Quỳnh - Anh Thoa (*)                                                                     |                                                                                  |
| 25/09/1997  | Kiếp hoa                                                                    | CD            | - Trung tâm phát hành băng nhạc                                         | Thanh Lam, Mỹ Linh, Thùy Dương, Yến Linh, Cao Duy, Cam Thơ, Hoàng Kim, Ngọc Quỳnh và Thanh Thúy | - Ngọc Lan | - Dương Thiệu Tước                                                                              |                                                                                  |
| 08/10/1997  | Những tình khúc vượt thời gian: Yêu                                         | CD            | - Hãng phim trẻ - Kim Lợi Studio                                        | Thanh Lam, Thanh Lam, Ánh Tuyết, Tam ca Áo trắng, Minh Thuận, Thu Hà, Cảnh Hàn, Hoài Nam, Như Hảo và Cao Minh | - Yêu (*) - Tình nghệ sĩ | - Văn Phụng - Đoàn Chuẩn, Từ Lĩnh Nam                                                           | (*) Song ca cùng Thanh Lam                                                       |
| 18/10/1997  | Album nhạc Thế Bảo: Người tình vô tư                                        |               |                                                                         | Ánh Tuyết, Hồ Lệ Thu, Bích Hồng, Quỳnh Lan và Ngọc Ánh | | - Thế Bảo                                                                                       |                                                                                  |
| 05/11/1997  | Thu quyến rũ                                                                |               |                                                                         | Thu Phương, Thu Hiền, Cao Minh, Ngọc Bảo, Trầm Tú, Thu Hà, Thanh Thúy, Thùy Dương, Ngọc Yến, Lan Ngọc và Tịnh Quyên                                                                                                   | |                                                                                                 |                                                                                  |
| 26/11/1997  | Có một chiều như thế                                                        | CD            | - Dihavina                                                              | Thanh Lam, Mỹ Linh và Thanh Long Bass | - Mây xưa - Im lặng | - Phú Quang - Dương Thụ                                                                         |                                                                                  |
| 03/12/1997  | 10 ca khúc trữ tình: Hoa tím ngày xưa                                       | CD            | - Bến Thành Audio & Video                                               | Thu Phương, Mỹ Linh, Ngọc Tân, Thăng Long Bass, Nhật Trung, Thanh Trang và Khánh Dung | - Nhẫn cỏ | - Hữu Xuân, Lưu Thu Hương                                                                       |                                                                                  |
| 20/12/1997  | Nhớ mùa thu Hà Nội                                                          | CD            | - Hãng phim Giải phóng                                                  | Lê Dung, Thanh Lam, Tấn Minh và Ngọc Châu | - Tình đã xa rồi |                                                                                                 | Tái bản bởi Mimosa Productions                                                   |
| 26/12/1997  | Những giọng ca vàng: Áo lụa Hà Đông                                         | Cassette, CD  | - Saigon Audio                                                          | Ngọc Tân, Thu Hiền, Mỹ Linh, Hồng Hạnh và Phương Thảo | - Một cõi đi về - Ru đời đi nhé | - Trịnh Công Sơn                                                                                |                                                                                  |
| 1998        | Top Vietnam: 10 ca khúc chọn lọc, vol. 1                                    | Cassette      | - Vafaco                                                                | Thanh Lam, Ngọc Tân, Thu Phương, Lam Trường, Quang Linh, Bảo Phúc, Anh Đức và Khánh Du | - Cho em một ngày | - Dương Thụ                                                                                     |                                                                                  |
| 1998        | Chúc xuân                                                                   | CD            | - Yêu đời Productions                                                   | Mỹ Linh, Thủy Tiên, Minh Thuận, Hà Phương, Nhật Hào, Đình Văn, Thanh Thảo và Như Hảo | - Giọt sương trên mi mắt | - Thanh Tùng                                                                                    |                                                                                  |
| 1998        | Top Vietnam: 10 ca khúc chọn lọc '99, vol. 3                                | CD, Cassette  | - Vafaco                                                                | Cẩm Vân, Phương Thanh, Lam Trường, Bằng Kiều, Tam ca Áo trắng, Khắc Triệu, Nguyên Vũ và Quang Linh | - Vườn yêu | - Lã Văn Cường                                                                                  |                                                                                  |
| 1998        | Làn sóng xanh FM 99.9MHz, vol.2                                             | CD            | - Bến Thành Audio & Video                                               | Cẩm Vân, Thanh Lam, Phương Thanh, Thu Phương, Mỹ Linh, Bằng Kiều, Trần Thu Hà, Siu Black, Lam Trường, Quang Linh, Nhóm ba con mèo và Ngọc Châu                                                                        | - Vẫn hát lời tình yêu - Mặt trời êm dịu | - Dương Thụ                                                                                     |                                                                                  |
| 1998        | Tình yêu hát                                                                | CD            | - Bến Thành Audio & Video                                               | Thanh Lam, Phương Thanh, Thu Phương, Lam Trường, Bằng Kiều, Trần Thu Hà và Siu Black | - Ngày mưa hãy đến với em | - Dương Thụ                                                                                     |                                                                                  |
| 1998        | Có những chiều nghe rất lạ                                                  | CD            | - Làng Văn Productions                                                  | Thanh Lam, Mỹ Linh và Phương Thanh | - Dốc mơ - Mùa thu ru em - Mùa đông công viên - Thu hát trên ngàn |                                                                                                 |                                                                                  |
| 09/01/1998  | Rock buồn                                                                   | Cassette, CD  | - Hãng phim Hội nhà văn Việt Nam                                        | Lê Dung, Thanh Lam và Mỹ Linh | - Nỗi nhớ mùa đông - Gió và hoa hồng | - Phú Quang, Thảo Phương - Phú Quang                                                            |                                                                                  |
| 07/02/1998  | 4 giọng ca vàng                                                             | CD            | - Bến Thành Audio & Video                                               | Thanh Lam, Thu Phương và Mỹ Linh | - Bóng tối ly café - Không còn mùa thu - Chiếc nhẫn cỏ | - Dương Thụ - Việt Anh - Hữu Xuân, Lưu Thu Hương                                                |                                                                                  |
| 17/02/1998  | Mưa bong bóng                                                               | CD            | - Đông Hải Audio - Công ty TNHH Băng từ VB Star                         | Thanh Lam, Mỹ Linh và Quang Linh | - Tặng vật - Tạm biệt bốn mùa | - Võ Tá Hân - Trần Hữu Bích, Phạm Thị Nguyệt Hồng                                               |                                                                                  |
| 18/02/1998  | Thương một người                                                            | CD            | - Hãng phim Hội nhà văn Việt Nam                                        | Lê Dung, Thanh Lam, Ngọc Anh, Phương Thảo và Thu Hà | - Tiếng sóng biển - Ngày mưa hãy đến với em | - Dương Thụ                                                                                     |                                                                                  |
| 17/04/1998  | Mùa hạ còn đâu                                                              | CD            | - Bến Thành Audio & Video                                               | Thanh Lam, Thu Phương, Huy MC, Hương Giang, Mỹ Hạnh, Mỹ Lệ và Ngọc Anh | - Nơi mùa thu bắt đầu | - Việt Anh                                                                                      |                                                                                  |
| 05/05/1998  | Hà Nội mùa vắng những cơn mưa                                               | DVD           | - Trung tâm Băng nhạc trẻ                                               | Lê Dung, Cẩm Vân, Bảo Yến, Ánh Tuyết, Thanh Lam, Mỹ Linh, Trung Anh, Đức Chính, Cao Minh, Thùy Dung, Thu Hà và Thanh Long Bass                                                                                        | - Nhớ về Hà Nội - Nhớ mùa thu Hà Nội - Có phải em.. mùa thu Hà Nội | - Hoàng Hiệp - Trịnh Công Sơn - Trần Quang Lộc                                                  |                                                                                  |
| 08/08/1998  | Hát lời tình yêu                                                            | CD, Cassette  | - Hãng phim Phương Nam                                                  | Thu Phương, Huy MC, Bằng Kiều, Mỹ Linh, Trần Thu Hà, Đông Quân và Mai Trinh | - Ru tình | - Trịnh Công Sơn                                                                                |                                                                                  |
| 22/09/1998  | Ru ta ngậm ngùi                                                             |               | - Trung tâm Băng nhạc Rạng Đông                                         | Trịnh Công Sơn, Cẩm Vân, Mỹ Lệ, Trần Thu Hà, Lam Trường, Trần Mạnh Tuấn, Ba Con Mèo, Khánh Du, Phi Thúy Hạnh, Hồng Ngọc và Kim Thoa                                                                                   | - Ru tình - Đóa hoa vô thường | - Trịnh Công Sơn                                                                                |                                                                                  |
| 28/09/1998  | Chiếc lá vô tình                                                            | CD            | - Viết Tân                                                              | Thu Phương, Lam Trường, Bằng Kiều, Phương Thanh, Tam ca con gái và Tam ca Thế hệ mới | - Chiếc lá vô tình - Vẫn hát lời tình yêu - Vườn yêu | - Bảo Chấn - Dương Thụ - Lã Văn Cường, Minh Nguyệt                                              | Tái bản bởi Mực tím Productions                                                  |
| 06/10/1998  | Nỗi đau ngọt ngào                                                           |               |                                                                         | | |                                                                                                 |                                                                                  |
| 06/10/1998  | Gửi một tình yêu                                                            |               | - Dihavina                                                              | Lê Dung, Thu Phương, Mỹ Linh, Ngọc Anh, Thu Hà và Nhóm Ti-gôn | - Ngày mưa hãy đến với anh - Nơi mùa thu bắt đầu | - Dương Thụ - Việt Anh                                                                          |                                                                                  |
| 1998        | Làn sóng xanh FM99.9MHz Vol. 2                                              | CD            | - Bến Thành Audio - Video                                               | Thanh Lam, Phương Thanh, Quang Linh, Thu Phương, Mỹ Linh, Bằng Kiều, Lam Trường và Bảo Phúc | - Khúc mưa - Vẫn hát lời tình yêu | - Phú Quang, Đỗ Trung Quân - Dương Thụ                                                          |                                                                                  |
| 1999        | Mơ về nơi xa lắm                                                            | Cassette      | - Vafaco                                                                | Thanh Lam, Mỹ Linh, Bằng Kiều, Ngọc Anh, Tam ca 3A và Minh Ánh | - Tình 24 - Hơi thở mùa xuân | - Phú Quang, Dương Tường - Dương Thụ                                                            |                                                                                  |
| 1999        | Top Vietnam: 10 ca khúc chọn lọc '99, vol. 4                                | CD            | - Vafaco                                                                | Phương Thanh, Thu Phương, Bằng Kiều, Huy MC, Mỹ Tâm, Tam ca Áo trắng, Quang Linh và Nguyên Vũ | - Sao anh không về | - Lã Văn Cường                                                                                  |                                                                                  |
| 1999        | Anh yêu em                                                                  | CD            | - Bến Thành Audio                                                       | Mỹ Hạnh, Phương Thanh, Thu Phương, Bằng Kiều, Trần Thu Hà, Huy MC và Trần Thu Hà | - Mây xưa | - Phú Quang                                                                                     |                                                                                  |
| 1999        | Chốn xưa quạnh hiu                                                          | CD            | - Làng Văn                                                              | Phương Thanh, Bảo Phúc, Thanh Hoa, Ngọc Xuân và Hoàng Kim | - Tình yêu trở lại - Chiều xuân |                                                                                                 |                                                                                  |
| 1999        | Music Video Làn sóng xanh FM99.9MHz                                         | VCD           | - Bến Thành Audio - Video                                               | Thanh Hoa, Cẩm Vân, Tường By, Phương Thanh, Thu Phương, Quang Linh, Bằng Kiều, Lam Trường, Siu Black, Bảo Phúc, Ngọc Lễ, Phương Thảo, Hồ Lệ Thu, Thúy Uyên, Kỳ Phương và Nhóm múa ABC                                 | - Cho em một ngày - Chiều xuân | - Dương Thụ - Ngọc Châu                                                                         |                                                                                  |
| 1999        | Nhịp tim của đá                                                             | CD            | - Trung tâm Băng đĩa nhạc Lạc Hồng                                      | Mỹ Hạnh, Phương Thanh, Quang Linh, Thu Phương, Huy MC, Mỹ Linh, Lam Trường, Ban nhạc Dưa hấu, Nhóm Tik Tik Tak, Kim Thoa, Nhóm Ngẫu nhiên, Yzak, MInh Trang và Hoàng Yến                                              | - Nhịp đập con tim |                                                                                                 | Cùng Phương Thanh, Thu Phương và Mỹ Linh                                         |
| 1999        | Chào 99: Tình cờ                                                            | CD            | - Bến Thành Audio - Video                                               | Thanh Lam, Thu Phương, Lam Trường, Phương Thanh, Bằng Kiều, Trần Thu Hà và Huy MC | - Bay vào ngày xanh - Hát với chú ve con (*) | - Dương Thụ - Thanh Tùng                                                                        | (*) Song ca cùng Bằng Kiều                                                       |
|             | Năm tháng mộng mơ                                                           | DVD           | - Apple Films                                                           | Thành Lộc, Cẩm Ly, Tam ca Áo trắng, Thu Minh, Thủy Tiên, Hồng Hạnh, Ngọc Ánh, Hà Phương, Trầm Tú, Văn Phi Thông, Hồng Vân, Kim Khánh, Phương Thảo, Mai Tuấn, Yến Khoa, Minh Tuyết, Hoài Phương, Châu Tuấn và Ngọc Lễ  | - Xuân 18 | - Từ Huy                                                                                        |                                                                                  |
|             | Những nẻo đường phù sa                                                      | CD            | - Hãng phim trẻ                                                         | Cẩm Vân, Mỹ Lệ, Phương Thanh, Khắc Triệu, Mỹ Tâm, Quang Linh, Hồ Quỳnh Hương, Đoan Trang, Hà Anh Tuấn và Quốc Đại | - Để gió đưa vào lãng quên | - Bảo Phúc                                                                                      | Album nhạc sĩ Bảo Phúc                                                           |
|             | Chiều phủ Tây hồ                                                            | CD            | - Mưa hồng Productions                                                  | Lê Dung, Cẩm Vân, Thanh Lam, Mỹ Linh, Thùy Dung và Thu Hà | - Bống bồng ơi - Có phải em mùa thu Hà Nội - Em hãy ngủ đi | - Trịnh Công Sơn                                                                                |                                                                                  |
|             | Những tình khúc vượt thời gian 5: Nắng chiều                                | CD            | - Hãng phim trẻ - Kim Lợi Studio                                        | Cẩm Vân, Ánh Tuyết, Thanh Lam, Mỹ Linh, Cẩm Ly, Hồng Hạnh, Minh Tuyết, Cảnh Hàn, Ái Xuân, Thu Hà và Cao Minh | - Người em sầu mộng | - Y Vân, Lưu Trọng Lư                                                                           |                                                                                  |
|             | Khi mùa xuân đến                                                            | CD            | - Vietchiase.net                                                        | Thanh Lam, Thu Phương, Bằng Kiều, Lam Trường, Nhóm Tik Tik Tak, Hiền Thục, Minh Thuận, Yến Khoa, Vân Khánh, Ngọc Xuân và Bảo Thơ                                                                                      | - Tìm đâu mùa xuân cũ | - Bảo Thu                                                                                       |                                                                                  |
|             | Làn sóng xanh vol 1 & 2: Giai điệu xanh 1                                   | CD            | - Hãng phim Phương Nam                                                  | Mỹ Lệ, Mỹ Tâm, Hồ Quỳnh Hương, Lê Hiếu, Đoan Trang, 5 Dòng kẻ, Mai Thang, Hà Bảo Thu, Trio 666 và AC&M | - Bước chân vui | - Quốc Bảo                                                                                      |                                                                                  |
|             | Những bài ca Điện Biên Phủ - Hà Nội                                         | CD            | - Hãng phim Hà Nội - Công ty TNHH văn hóa Hào Nam                       | Thu Hiền, Quang Thọ, Thanh Lam, Trung Đức, Quang Lý, Trọng Tấn, Ngọc Quy, Hồng Liên, Thúy Lan, Đặng Hùng, Ngọc Quy và Thùy Dung                                                                                       | - Có phải em mùa thu Hà Nội | - Trần Quang Lộc                                                                                |                                                                                  |
|             | Khung trời mơ ước                                                           | CD            | - Trung tâm Mimosa                                                      | Lệ Thu, Cẩm Vân, Thanh Lam, Tam ca Áo trắng, Ngọc Ánh và Thùy Dương | - Tình yêu trở lại | - Nguyễn Ngọc Thiện                                                                             |                                                                                  |
|             | Hãy đến bên đời nhau                                                        | CD            | - Trung tâm Phát hành băng nhạc                                         | Thanh Hoa, Phương Thanh, Lam Trường, Bảo Phúc, Hoàng Kim, Đức Minh, Cam Thơ và Ngọc Xuân | - Tình yêu trở lại | - Nguyễn Ngọc Thiện                                                                             |                                                                                  |
|             | Làn sóng xanh Karaoke FM 99.9 MHZ Phần I Vol. 2                             | VCD           | - Bến Thành Audio - Video                                               | Cẩm Vân, Quang Linh, Mỹ Linh, Lam Trường, Trần Thu Hà, ba con mèo và Ngọc Châu | - Vẫn hát lời tình yêu - Mặt trời êm dịu | - Dương Thụ                                                                                     |                                                                                  |
|             | 12 ca khúc yêu thích nhất: Thanh Tùng – Bảo Chấn – Dương Thụ                | CD            |                                                                         | Phương Thanh, Thu Phương, Mỹ Linh, Bằng Kiều, Trần Thu Hà và Lam Trường | - Vẫn hát lời tình yêu - Hơi thở mùa xuân | - Dương Thụ                                                                                     |                                                                                  |
|             | Kỷ niệm 20 năm thành lập TFS – Ca khúc trong phim                           | DVD           | - Hãng phim Phương Nam                                                  | Mỹ Lệ,Mỹ Tâm, Quang Dũng, 5 Dòng Kẻ, Đan Trường, Thu Minh, Hồ Quỳnh Hương, Phương Thanh, Phi Hùng, Hiền Thục, Mây Trắng, Lê Hiếu, MTV, Kasim Hoàng Vũ, Bảo Phúc, Thái Thùy Linh, Nguyễn Phi Hùng, Trio 666 và Mỹ Hạnh | - Hoàng hôn dốc |                                                                                                 |                                                                                  |
| 26/07/19    | Bay đi, những cơn mưa phùn                                                  | CD            | - Sai Gon Audio - CD                                                    | Trầm Tú, Ngọc Thúy và Đức Minh | - Dưới trời dĩ vãng - Mười năm, một chuyện tình - Yêu người vô vọng | - Đinh Trầm Ca                                                                                  |                                                                                  |
| 12/01/1999  | Năm tháng mộng mơ 4: Tình hồng                                              | Cassette, CD  | - Trung tâm Băng nhạc trẻ                                               | Thanh Lam, Bằng Kiều, Nhóm Tk Tik Tak, Tam ca Áo trắng, Thủy Tiên, Lam Trường, Trần Thu Hà, Thu Phương và Huy MC | - Lắng nghe mùa xuân về | - Dương Thụ                                                                                     | Song ca cùng Bằng Kiều                                                           |
| 11/02/1999  | Giọt tình xanh                                                              |               |                                                                         | Thu Phương, Bằng Kiều, Trần Thu Hà, Bảo Phúc, Nhóm Tik Tik Tak và Kim Thoa | |                                                                                                 |                                                                                  |
| 11/02/1999  | Top Hits 1999: The Best Selects Songs                                       | CD            | - Vafaco Productions                                                    | Thu Phương, Bằng Kiều, Trần Thu Hà, Phương Thanh, Huy MC, Bảo Phúc, Ngọc Lễ và Quang Linh | - Ngày xưa tiếng vĩ cầm | - Bảo Phúc                                                                                      |                                                                                  |
| 11/02/1999  | Sóng về đâu – Giọt tình xanh                                                | CD            | - Vafaco Productions                                                    | Thu Phương, Bằng Kiều, Trần Thu Hà, Bảo Phúc, Nhóm Tik Tik Tak và Kim Thoa | - Sài Gòn đêm mưa - Ngày xưa tiếng vỹ cầm | - Quang Dũng - Bảo Phúc                                                                         |                                                                                  |
| 27/02/1999  | 10 tình khúc Lã Văn Cường – Trần Quang Lộc: Anh và em                       | CD            | - Vafaco Productions                                                    | Thu Phương, Bằng Kiều, Lam Trường, Trần Thu Hà, Huy MC, Bảo Phúc, Phương Thảo, Ngọc Lễ và Kim Thoa | - Hương quen | - Lã Văn Cường                                                                                  |                                                                                  |
| 10/03/1999  | Chào 2000: Trái tim hoang vu                                                |               | - Hãng phim Phương Nam                                                  | Thanh Lam, Phương Thanh, Thu Phương, Bằng Kiều, Lam Trường, Trần Thu Hà và Siu Black | - Trái tim hoang vu | - Thanh Tùng                                                                                    |                                                                                  |
| 20/04/1999  | Những giọng ca vàng 2: Bóng biển                                            | Cassette, CD  | - Kỳ quan Music                                                         | Phương Thanh, Thu Phương, Quang Linh, Lam Trường, Bằng Kiều, Minh Thuận, Nhật Hào và Thùy Dung | - Mười năm một chuyện tình | - Đynh Trầm Ca                                                                                  |                                                                                  |
| 21/04/1999  | Những giọng ca vàng 1: Khi biết yêu thương                                  | CD            | - Hãng phim Hội nhà văn Việt Nam                                        | Thu Phương, Bằng Kiều, Trần Thu Hà, Phương Thanh, Quang Linh, Lam Trường, Quốc Vượng, Minh Thuận và Nhật Hào | - Dưới trời dĩ vãng | - Đynh Trầm Ca                                                                                  |                                                                                  |
| 21/04/1999  | Album nhạc sĩ Tôn Thất Lập: Tình yêu là mãi mãi                             | CD            | - Trung tâm Băng nhạc trẻ                                               | Hồng Hạnh, Cẩm Vân, Phương Thanh, Thu Phương, Trần Thu Hà, Lam Trường và Tam ca 3A | - Mưa thì thầm - Những con đường nhỏ | - Tôn Thất Lập                                                                                  |                                                                                  |
| 22/04/1999  | Hướng về Hà Nội                                                             | CD            | - Sai Gon Audio - CD - Hãng phim Bông sen                               | Ngọc Tân, Quang Lý và Mỹ Linh | - Hướng về Hà Nội - Đất nước - Hà Nội ơi, thầm hát trong tôi | - Hoàng Dương - Phạm Minh Tuấn, Tạ Hữu Yên - Phạm Minh Tuấn                                     |                                                                                  |
| 25/05/1999  | Duyên dáng Việt Nam 7: Trở lại mùa hè                                       |               | - Trung tâm Băng nhạc Rạng Đông                                         | Hương Lan, Quang Linh, Phương Thanh, Bằng Kiều, Lam Trường, Cẩm Ly, Lý Hải, Trần Thu Hà, Thanh Thảo, Tam ca 3A, Minh Thuận và Khánh Du                                                                                | - Lắng nghe mùa xuân về | - Dương Thụ                                                                                     | Song ca cùng Bằng Kiều                                                           |
| 27/07/1999  | Trích trong Ấn tượng Sài Gòn 2: Dấu vết                                     | CD            | - Trung tâm Băng nhạc Rạng Đông                                         | Cẩm Vân, Quang Linh, Bằng Kiều, Lam Trường, Trần Thu Hà, Tam ca 3A, Thùy Dung và Nhật Hào | - Mặt trời dịu êm | - Dương Thụ                                                                                     |                                                                                  |
| 21/08/1999  | Việt Nam mến yêu                                                            | CD            |                                                                         | Bảo Yến, Thanh Lam, Thu Phương, Mỹ Linh, Bằng Kiều, Phương Thanh, Siu Black, Quang Linh và Nhã Phương | - Bài ca hy vọng |                                                                                                 |                                                                                  |
| 27/08/1999  | Tiền chiến 8: Thương về miền Trung                                          | CD            | - Hãng phim trẻ - Kim Lợi Studio                                        | Ánh Tuyết, Mỹ Lệ, Thu Phương, Huy MC, Cẩm Ly, Trần Thu Hà, Thu Minh, Cảnh Hàn, Quang Linh và Cao Minh | - Gió mùa xuân tới | - Hoàng Trọng                                                                                   |                                                                                  |
| 18/10/1999  | Tình ca muôn đời                                                            | CD            | - Hãng phim trẻ - Kim Lợi Studio                                        | Thanh Lam, Thu Phương, Bằng Kiều, Huy MC và Quang Linh | - Biết em còn chút dỗi hờn - Yêu* | - Bảo Chấn - Văn Phụng                                                                          | *Song ca cùng Thanh Lam                                                          |
| 14/09/1999  | Cửa sổ mùa đông                                                             | CD            | - Sai Gon Audio - CD - Hãng phim Bông sen                               | Thanh Lam, Hà Trần, Hồng Ngọc, Quang Minh và Tam ca Con Gái | - Biển ngày mưa | - Dương Thụ                                                                                     |                                                                                  |
| 28/09/1998  | 12 ca khúc chọn lọc: Chiếc lá vô tình                                       |               | - Viết Tân                                                              | Phương Thanh, Thu Phương, Lam Trường, Bằng Kiều, Tam ca con gái, Tam ca Thế hệ mới, Quốc Hùng và Hồng Kiên | - Chiếc lá vô tình - Vẫn hát lời tình yêu - Vườn yêu | - Bảo Chấn - Dương Thụ - Lã Văn Cường                                                           |                                                                                  |
| 28/09/1998  | Liveshow Làn sóng xanh Hà Nội                                               | DVD           | - Hãng phim Phương Nam                                                  | Cẩm Vân, Thanh Lam, Phương Thanh, Quang Linh, Mỹ Linh, Lam Trường, Trần Thu Hà, Siu Black, Ngọc Châu, Tam ca 3A và Nhóm Tik Tik Tak                                                                                   | - Vườn yêu | - Lã Văn Cường                                                                                  |                                                                                  |
| 29/09/1999  | Tình như cơn gió                                                            | CD            | - Bến Thành Audio - Video                                               | Thanh Lam, Mỹ Hạnh, Thu Phương, Mỹ Linh, Bằng Kiều, Trần Thu Hà, Bảo Phúc, Tam ca 3A, Thủy Tiên và Đức Long | - Đêm mưa | - Bảo Phúc                                                                                      |                                                                                  |
| 04/10/1999  | Lời ca không tắt                                                            | CD            | - Sai Gon Audio - Hãng phim Bông Sen                                    | Thanh Thúy, Cao Minh, Bích Phượng, Thu Giang, Kim Khánh, Như Hào, Huy Đức, Hoàng Thơ, Bích Phượng và Trầm Tú | - Đất nước | - Phạm Minh Tuấn, Tạ Hữu Yên                                                                    |                                                                                  |
| 07/10/1999  | 5 Diva Việt Nam: Mùa đông mong manh                                         | CD            | - Trung tâm Băng đĩa nhạc Lạc Hồng                                      | Thanh Lam, Thu Phương, Phương Thanh và Mỹ Linh | - Khi anh yêu em - Vĩnh biệt mùa hè | - Vũ Quang Trung - Thanh Tùng                                                                   |                                                                                  |
| 11/10/1999  | Giấc mơ xuân                                                                |               | - Trung tâm Băng nhạc Rạng Đông                                         | Thanh Lam, Quang Linh, Thu Phương, Phương Thanh, Bằng Kiều, Lam Trường, Trần Thu Hà, Tam ca ba con gái, Ngọc Huyền và Trọng Phúc                                                                                      | - Hơi thở mùa xuân | - Dương Thụ                                                                                     |                                                                                  |
| 12/10/1999  | Những tình khúc mới nhất về giáng sinh: Đêm xanh                            | CD            | - Trung tâm Băng nhạc Quê hương                                         | Bằng Kiều, Lam Trường, Trần Thu Hà và Khánh Du | - Và như cơn gió - Bây giờ biển mùa đông (*) - Ca dao đêm giáng sinh (*) - Bài hát buồn (Noel buồn) (*) | - Bảo Chấn - Dương Thụ (*)                                                                      |                                                                                  |
| 18/10/1999  | Tình ca muôn đời                                                            | CD            | - Hãng phim trẻ - Kim Lợi Studio                                        | Thanh Lam, Thu Phương, Mỹ Linh, Bằng Kiều, Huy MC và Quang Linh | - Biết em còn chút dỗi hờn | - Bảo Chấn                                                                                      |                                                                                  |
| 21/10/1999  | Làn sóng xanh Hà Nội 1                                                      | CD            | - Hãng phim Phương Nam                                                  | Cẩm Vân, Thanh Lam, Phương Thanh, Quang Linh, Bằng Kiều, Mỹ Linh, Trần Thu Hà, Siu Black, Nhóm Tik Tik Tak và Tam ca 3A                                                                                               | - Vườn yêu | - Lã Văn Cường                                                                                  |                                                                                  |
| 26/10/1999  | Top Vietnam: 10 ca khúc chọn lọc '99, vol. 5                                | CD            | - Vafaco                                                                | Thanh Lam, Ngọc Tân, Phương Thanh, Nhóm Ba con mèo, Lam Trường, Mỹ Tâm, Anh Đức, Quang Linh và Nguyên Vũ | - Bài ca buồn | - Lã Văn Cường                                                                                  |                                                                                  |
| 11/11/1999  | Mẹ ơi! Cõi bình yên                                                         | CD            | - Hãng phim Phương Nam                                                  | Phương Thanh, Thu Phương, Quang Linh, Bằng Kiều, Lam Trường và Việt Quang | - Bài ca buồn | - Lã Văn Cường                                                                                  |                                                                                  |
| 12/11/1999  | Thiên thai                                                                  | DVD           | - Công ty nghe nhìn Hà Nội                                              | Ánh Tuyết, Hằng Nga và Phương Phương | - Thiên thai | - Văn Cao                                                                                       |                                                                                  |
| 24/11/1999  | Nhạc tuyển Văn Cao: Suối mơ                                                 | VCD           | - Hãng phim trẻ                                                         | Ánh Tuyết, Tam ca Áo trắng, Thùy Dương, Cao Minh, Lan Ngọc, Thu Hà, Thanh Thúy và Dàn hợp xướng Nhạc viện Thành phố Hồ Chí Minh                                                                                       | - Thu cô liêu - Ngày mùa | - Văn Cao                                                                                       |                                                                                  |
| 02/12/1999  | Hát cho người mùa hạ                                                        | CD            | - Bến Thành Audio - Video                                               | Bảo Yến, Mỹ Hạnh, Quang Linh, Bằng Kiều, Trần Thu Hà và Quang Minh | - Chờ em nơi thềm trăng | - Quốc Bảo                                                                                      |                                                                                  |
| 15/12/1999  | Hà Nội trái tim hồng                                                        | CD            | - Sai Gon Audio - CD - Hãng phim Bông sen                               | Cẩm Vân, Quang Lý, Ngọc Tân, Mỹ Hạnh, Mỹ Linh, Thu Giang, Nhã Phương và Thanh Long Bass | - Hướng về Hà Nội | - Hoàng Dương                                                                                   |                                                                                  |
| 2000        | Tình yêu hát                                                                | Cassette, CD  | - Bến Thành Audio & Video                                               | Thanh Lam, Thu Phương, Phương Thanh, Bằng Kiều, Trần Thu Hà, Lam Trường và Siu Black | - Ngày mưa hãy đến với em | - Dương Thụ                                                                                     | Tái bản bởi Mực tím Productions                                                  |
| 14/01/2000  | Chào nhé                                                                    | CD            | - Sai Gon Audio - CD - Hãng phim Bông sen                               | Mỹ Hạnh, Bằng Kiều, Trần Thu Hà, Tam ca Con gái, Tam ca Thế hệ mới, Quang Minh, Hồng Ngọc và Xuân Phú | - Rồi anh lại đến | - Bảo Chấn                                                                                      |                                                                                  |
| 29/02/2000  | Những tình khúc vượt thời gian 9: Thu vàng                                  | CD            | - Hãng phim trẻ - Kim Lợi Studio                                        | Ánh Tuyết, Mỹ Lệ, Thu Phương, Huy MC, Cẩm Ly, Trần Thu Hà, Tam ca Áo trắng, Thu Minh, Minh Thuận và Vân Trường | - Thu vàng | - Cung Tiến                                                                                     |                                                                                  |
| 16/03/2000  | Giao mùa: Tình yêu tôi hát                                                  | CD            | - Hãng phim Phương Nam                                                  | Thanh Lam, Lam Trường, Phương Thanh, Thu Phương, Bằng Kiều, Trần Thu Hà và Huy MC | - Tình yêu tôi hát (*) - Ngày hôm qua là thế | - Việt Anh                                                                                      | (*) Song ca cùng Lam Trường                                                      |
| 05/04/2000  | Nhạc tuyển Việt Nam Vol. 1: Bài hát buồn                                    |               | - HSD Productions                                                       | Hương Lan, Thanh Lam, Phương Thanh, Bằng Kiều, Trần Thu Hà, Ngọc Sơn và Minh Thuận | - Bài hát buồn | - Dương Thụ                                                                                     |                                                                                  |
| 25/04/2000  | Lời nói yêu thương                                                          |               |                                                                         | Ngọc Anh, Tam ca 3A, Minh Ánh, Viết Tân, Quang Minh và Quốc Việt | - Tháng giêng hoa - Những mùa thu hoa | - Huỳnh Hữu Võ - Nguyễn Anh Tuấn                                                                |                                                                                  |
| 09/05/2000  | Môi hồng đào                                                                | CD            | - Hãng phim Phương Nam                                                  | Thanh Lam, Thu Phương và Trần Thu Hà | - Tình ca Nhung - Ru tôi giấc mộng | - Quốc Bảo - Quốc Dũng                                                                          |                                                                                  |
| 15/05/2000  | Làn sóng xanh Liveshow 2000: Tình cuốn mây ngàn                             | Cassette, CD  | - Bến Thành Audio - Video                                               | Cẩm Vân, Thanh Lam, Phương Thanh, Mỹ Linh, Trần Thu Hà, Lam Trường, Minh Thuận, Nhóm ba con mèo, Hồng Ngọc và Thanh Thảo                                                                                              | - Và như cơn gió thoảng | - Bảo Chấn                                                                                      |                                                                                  |
| 22/05/2000  | Tình khúc Mai Lâm: Hà Nội mùa thu sớm                                       | CD            | - Dihavina                                                              | Mỹ Linh, Trần Thu Hà, Lam Trường, Anh Quân, Hương Ly, Hương Lan và Minh Quân | - Lọ lem | - Mai Lâm                                                                                       |                                                                                  |
| 26/05/2000  | Lỡ lầm                                                                      | CD            | - Hãng phim Phương Nam                                                  | Mỹ Hạnh, Phương Thanh, Mỹ Linh, Lam Trường, Tam ca 3A, Ngọc Anh, Vân Trường, Nhất Sinh và Anh Bằng | - Biết em còn chút dỗi hờn | - Bảo Chấn                                                                                      |                                                                                  |
| 11/07/2000  | Chào nhé                                                                    |               |                                                                         | Mỹ Hạnh, Bằng Kiều, Trần Thu Hà, Xuân Phú, Quang Minh, Hồng Ngọc và Thế hệ mới | |                                                                                                 |                                                                                  |
| 12/09/2000  | Thuở Bống là người                                                          | CD            | - Vafaco                                                                | Trần Tiến, Thu Phương, Mỹ Lệ, Trần Thu Hà, Mỹ Tâm, Siu Black, Bảo Phúc, Phương Thảo, Ngọc Lễ và Vân Khánh | - Lời gọi thiên thu | - Trịnh Công Sơn                                                                                |                                                                                  |
| 02/10/2000  | Trái tim dại khờ                                                            | Cassette      | - Trung tâm Băng nhạc trẻ                                               | Hoài Sơn và Nhóm Mắt ngọc | - Biết em còn chút dỗi hời | - Bảo Chấn                                                                                      |                                                                                  |
| 09/10/2000  | Khúc rong buồn                                                              | CD            | - Công ty Đông Hải                                                      | Thanh Lam, Đan Trường, Nhóm Tik Tik Tak, Hiền Thục, Anh Quân, Vân Khanh, Ngọc Châu và Thiên Hương | - Don't Cry for Me Argentina | - Andrew Lloyd Webber, Tim Rice                                                                 |                                                                                  |
| 09/10/2000  | Nuối tiếc                                                                   |               |                                                                         | Thanh Lam, Mỹ Linh, Bằng Kiều, Siu Black, Đan Trường, Anh Quân, Hiền Thục và Nhóm Tik Tik Tak | |                                                                                                 |                                                                                  |
| 12/10/2000  | The Best of Trần Quang Lộc: Phiêu bồng ca Vol 1                             |               |                                                                         | Thanh Lam, Mỹ Lệ, Thu Phương, Huy MC, Cao Duy, Khắc Triệu, Hoàng Kim và Ngọc Lễ | |                                                                                                 |                                                                                  |
| 22/11/2000  | Mùa xuân đầu tiên                                                           | CD            | - Hãng phim Phương Nam                                                  | Bảo Yến, Bằng Kiều, Mỹ Tâm, Quang Minh, Nhã Phương và Hạnh Nguyễn | - Cho nhau mùa đông | - Quốc Dũng, Khắc Dũng                                                                          | Tình khúc Quốc Dũng                                                              |
| 23/11/2000  | Tình khúc Dương Thụ – Bảo Chấn: Biển ngày mưa                               |               |                                                                         | Thanh Lam, Mỹ Linh, Bằng Kiều, Trần Thu Hà và Vân Khanh | |                                                                                                 |                                                                                  |
| 05/12/2000  | Giai điệu tuổi trẻ (các ca sĩ các ban nhạc)                                 |               |                                                                         | Thanh Lam, Phương Thanh, Trần Thu Hà, Khánh Du, Trung Kiên và Ngọc Lễ | |                                                                                                 |                                                                                  |
| 14/12/2000  | 10 hoài niệm khúc Nguyễn Ngọc Thiện, Phạm Hữu Tâm, Lê Quốc Thắng: Tình xanh | Cassette, CD  | - Trùng Dương Audio - Video                                             | Phương Thanh, Lam Trường, Trần Thu Hà, Huy MC, Tam ca Áo trắng, Nhóm Mắt ngọc, Minh Thuận, Hồng Ngọc, Ngọc Linh và Diễm Quyên                                                                                         | - Nỗi nhớ hồn nhiên | - Phạm Hữu Tâm                                                                                  |                                                                                  |
| 23/12/2000  | Tình thơ (Những ca khúc được yêu thích nhất)                                | CD            |                                                                         | Thanh Lam, Thu Phương, Phương Thanh, Lam Trường, Bằng Kiều, Trần Thu Hà, Quang Linh, Minh Thuận và Tam ca 3A | - Bên em là biển rộng |                                                                                                 |                                                                                  |
| 27/12/2000  | Em là xuân về                                                               | CD            | - Saigon Audio - Hãng phim Bông Sen                                     | Thanh Lam, Thu Phương, Mỹ Linh, Bằng Kiều, Trần Thu Hà, Huy MC, Tam ca con gái và Quang Minh | - Chiều trên phố - Một đêm mưa | - Quốc Trung - Huy Tuấn                                                                         |                                                                                  |
| 2000        | Tuổi trẻ và tương lai                                                       |               | - Hãng phim Phương Nam                                                  | Phương Thanh, Thu Phương, Bằng Kiều, Huy MC, Tam ca Áo trắng, Nhã Phương, Nhóm MTM, Nhóm MTV và Nhóm Techno | - Tia nắng cuối cùng (Porque te vas) | - José Luis Perales                                                                             |                                                                                  |
| 2000        | Tình khúc Mai Lâm: Hà Nội mùa thu sớm                                       |               | Dihavina                                                                | Mỹ Linh, Trần Thu Hà, Lam Trường, Anh Quân, Hương ly, Hương Lan và Minh Quân | - Lọ lem | - Mai Lâm                                                                                       |                                                                                  |
| 2000        | 10 tuyệt tình khúc 2000                                                     | CD            | Nguyệt Cầm Music Production                                             | Cẩm Vân, Lam Trường, Huy MC, Phương Thanh, Khắc Triệu và Khánh Du | - Lệ khúc | - Alan Ford, Định Nguyên                                                                        |                                                                                  |
| 2000        | 10 tình khúc Bảo Phúc: Mưa trong mắt em                                     |               | - Vafaco                                                                | Phương Thanh, Thu Phương, Mỹ Linh, Bằng Kiều, Bảo Phúc, Khắc Triệu, Dưa hấu và Nhóm Tik Tik Tak | - Để gió đưa vào lãng quên - Có nụ hoa hồng bỗng gọi tên anh (*) - Nhịp đập con tim (**) | - Bảo Phúc - Bảo Phúc, Phạm Thị Ngọc Liên (*)                                                   | (**) Hợp ca cùng Phương Thanh, Thu Phương và Mỹ Linh                             |
| 2001        | Nét ca trù ngày xuân                                                        | CD            | - Trung tâm Làng Văn                                                    | Thanh Lam, Bằng Kiều, Phương Thanh, Mỹ Linh, Trần Thu Hà, Tam ca MTM, Nhóm con gái và Xuân Phú | - Một đêm mưa tháng Giêng - Lắng nghe mùa xuân về (*) | - Huy Tuấn - Dương Thụ                                                                          | (*) Cùng Thanh Lam, Mỹ Linh, Bằng Kiều và Trần Thu Hà (Toàn ban miền Bắc hợp ca) |
| 2001        | Bài ca thần chim lạc                                                        | CD            | - Trung tâm Làng Văn                                                    | Thanh Lam, Quang Linh, Thanh Hà, Xuân Phú, Tuấn Đức, Vân Khánh, Ngọc Giàu và Tam ca MTM | - Ru con giữa rừng đại ngàn | - Dương Thụ                                                                                     |                                                                                  |
| 2001        | Top ngôi sao thời đại: Gửi anh nỗi nhớ                                      | CD            | - Trung tâm Băng nhạc Trẻ                                               | Thanh Lam và Phương Thanh | - Nắng vàng, biển xanh và... anh - Cho đời thương nhớ - Tuổi đời mênh mông - Đi qua vùng cỏ non | - Lê Hựu Hà - Trần Thái Nguyên - Trịnh Công Sơn - Trần Long Ẩn                                  |                                                                                  |
| 30//2001    | Tình khúc Trịnh Công Sơn                                                    | Cassette, CD  | - Saigon Audio                                                          | Mỹ Lệ, Mỹ Hạnh, Mỹ Tâm, Bảo Phúc, Tam ca Áo trắng, Nhóm MTV, Hồng Hải, Hồng Ngọc, Quang Minh, Nguyệt Ánh và Bích Thu                                                                                                  | - Lời thiên thu gọi | - Trịnh Công Sơn                                                                                |                                                                                  |
| 08/03/2001  | Ca khúc Từ Huy 2: Cơn mưa chiều Chủ Nhật                                    |               | - Hãng phim Phương Nam                                                  | Cẩm Vân, Thu Phương, Huy MC, Trần Thu Hà, Mỹ Tâm, Tam ca Áo trắng, Quang Minh, Khánh Du và Xuân Nhi | - Lãng quên đi - Mũi tên vô tình | - Từ Huy                                                                                        |                                                                                  |
| 21/03/2001  | Hoa hậu tiền phong 2000 Vol. 2: Những vì sao đêm nay                        | CD            | - Hãng phim Phương Nam                                                  | Cẩm Vân, Thu Phương, Huy MC, Lam Trường, Mây Trắng, Tuấn Hưng, Thanh Thảo, Minh Thư, Khắc Triệu, Quang Minh và Nhóm 1088                                                                                              | - Thuở Bống là người | - Trịnh Công Sơn                                                                                |                                                                                  |
| 09/05/2001  | Tình khúc Trịnh Công Sơn                                                    | CD            | - Công ty Cổ phần văn hóa Tổng hợp Bến Thành                            | Bảo Yến, Cẩm Vân, Mỹ Linh, Tam ca Áo trắng, Nhã Phương, Cao Duy, Hoàng Kim, Nhóm Ty My Ty và Thu Hà | - Người già và em bé | - Trịnh Công Sơn                                                                                |                                                                                  |
| 02/10/2001  | Bài ca Hà Nội                                                               | CD            | - Hãng phim trẻ                                                         | Lê Dung, Thu Hiền, Quang Thọ, Ánh Tuyết, Mỹ Linh, Đăng Dương, Hồ Quỳnh Hương, Trọng Tấn, Đức Long, Việt Hoàn và Thanh Vinh                                                                                            | - Nhớ về Hà Nội | - Hoàng Hiệp                                                                                    |                                                                                  |
| 23/11/2001  | Giọt lệ thiên thu                                                           | CD            | - Trung tâm Băng nhạc Trẻ                                               | Cẩm Vân, Mỹ Hạnh, Trần Thu Hà, Bảo Phúc, Quang Minh, Thế hệ mới, Hồng Ngọc và Minh Ánh | - Diễm xưa | - Trịnh Công Sơn                                                                                |                                                                                  |
| 27/12/2001  | Giấc mơ hồng                                                                | CD            | - Music Fans Co                                                         | Thanh Lam, Bằng Kiều, Thu Phương, Hà Trần, Minh Châu, Mỹ Tâm, Tam ca Thế hệ mới, Thanh Thảo, Hiền Thục, Mây Trắng, Tuấn Hưng, Minh Quân, Trần Tâm, Tô Minh Thắng và Vân Quỳnh                                         | - Giấc mơ hồng | - Minh Châu                                                                                     |                                                                                  |
| 31/01/2002  | Như một lời chia tay                                                        |               | - Hãng phim Phương Nam                                                  | Cẩm Vân, Thanh Lam, Hồng Nhung, Mỹ Linh, Trần Thu Hà, Mỹ Tâm, Bảo Phúc và Quang Minh | - Một cõi đi về - Liên khúc ru: Ru em từng ngón xuân nồng / Ru ta ngậm ngùi / Ru em / Ru tình (*) | - Trịnh Công Sơn                                                                                | (*) Cùng Thanh Lam, Mỹ Linh và Trần Thu Hà                                       |
| 18/02/2002  | Những ca khúc xuân đặc sắc: Xuân hạnh phúc                                  | DVD           | - Hãng phim Phương Nam                                                  | Thanh Lam, Quang Linh, Phương Thanh, Lam Trường, Tam ca Áo trắng, Tam ca Con gái, Tuấn Hưng, Nhóm Mắt Ngọc, Nhóm 1088, Hồng Ngọc, Phương Thùy và Đoàn lân Hằng Anh Đường                                              | - Lắng nghe mùa xuân về | - Dương Thụ                                                                                     |                                                                                  |
| 18/12/2002  | Cô láng giềng                                                               |               |                                                                         | Mỹ Hạnh, Mỹ Linh, Đoan Trang, Quang Minh, Thanh Thúy, Khắc Dũng, Cao Minh và Thu Giang | |                                                                                                 |                                                                                  |
| 2003        | Tình khúc Ngọc Loan: Mong manh                                              |               | - Ngọc Loan Music                                                       | Thanh Lam, Trần Thu Hà, Quang Dũng và Lê Hiếu | - Ôi tình buồn - Biển đêm - Quê hương trong nỗi nhớ | - Ngọc Loan                                                                                     |                                                                                  |
| 16/01/2003  | Valentine's Day: Vẫn hát lời tình yêu                                       |               | - Hãng phim Phương Nam                                                  | Thanh Lam, Thu Phương, Trần Thu Hà, Mỹ Tâm, Lam Trường, Đàm Vĩnh Hưng, Quang Dũng, Tuấn Hưng, Thanh Thảo, Đoan Trang, Minh Quân, Lâm Chí Khanh, Trần Tâm, Hồng Ngọc và Nguyễn Phi Hùng                                | - Tình yêu ở lại | - Quốc Trung, Dương Thụ                                                                         |                                                                                  |
| 21/11/2003  | Vì một thế giới ngày mai: Bài hát chính thức của SEA Games 22               | CD            | - Ho Guom Audio - Video                                                 | Cùng Tấn Minh, Linh Dung, Hoàng Hiệp, Minh Quân, Quỳnh Hương, Ngọc Anh, Khánh Linh, Ngọc Anh, Trọng Tấn, Trung Đức, Quang Hùng, Mạnh Hùng, Đăng Dương...                                                              | - Vì một thế giới ngày mai | - Quang Vinh, Đức Thịnh                                                                         |                                                                                  |
| 2004        | 50 mùa thu Hà Nội                                                           |               | - Dihavina                                                              | Lê Dung, Ánh Tuyết, Cẩm Vân, Thanh Lam, Mỹ Linh, Trọng Tấn, Đăng Dương, Hương Lan và Thúy Lan | - Có phải em mùa thu Hà Nội - Nhớ về Hà Nội | - Trần Quang Lộc, Tô Như Châu - Hoàng Hiệp                                                      |                                                                                  |
| 04/03/2004  | Nắng về theo anh                                                            | CD            | - Bến Thành Audio - Video                                               | Mỹ Lệ, Quang Linh, Đàm Vĩnh Hưng, Mỹ Tâm, Đan Trường, Tam ca Áo trắng, Quang Dũng, Quang Vinh, Thanh Thảo, Cam Tho, Phương Thúy, Nguyên Vũ và BMC Band                                                                | - Nắng về theo anh | - Lê Quang                                                                                      |                                                                                  |
| 30/6/2004   | Tình khúc Ngọc Loan: Rồi như mây bay                                        | CD            | - Ngọc Loan Music                                                       | Thanh Lam, Trần Thu Hà và Quang Dũng | - Ngày nào tôi mất em - Mưa rơi trên cuộc tình | - Ngọc Loan                                                                                     |                                                                                  |
| 02/11/2004  | Việt Nam mến yêu, vol.2                                                     | CD            | - Bến Thành Audio - Video                                               | Mỹ Lệ, Phương Thanh, Đàm Vĩnh Hưng, Quang Dũng, Thu Minh, Mỹ Tâm, Minh Quân, Hồng Ngọc, MTV, Minh Thuận và Hoàng Thanh                                                                                                | - Mẹ yêu con | Nguyễn Văn Tý                                                                                   |                                                                                  |
| 03/12/2004  | Khúc xuân vui                                                               | CD            | - Hãng phim Phương Nam                                                  | Phương Thanh, Lam Trường, Tam ca Áo trắng, Nhóm Mắt Ngọc, Nhóm Tik Tik Tak, Tuấn Hưng, Đoan Trang và Phương Thùy | - Mùa xuân đầu thế kỷ - Khúc nhạc ngày xuân | - Trần Long Ẩn - Nhất Bằng                                                                      |                                                                                  |
| 29/12/2004  | Tình khúc Trần Hữu Bích: Đã yêu                                             | CD            | - Công ty TNHH Thương mại Dịch vụ Đông Hải                              | Mỹ Hạnh, Đan Trường, Đàm Vĩnh Hưng, Mỹ Lệ, Mỹ Tâm, Quang Dũng, Mây Trắng và Vân Khánh | - Khát khao Hà Nội | - Trần Hữu Bích, Phan Ngọc Thường Đoan                                                          |                                                                                  |
| 15/03/2005  | Lời người ra đi                                                             |               | - HT Production                                                         | Thu Hiền, Phương Thanh, Đan Trường, Cẩm Ly, Quang Dũng, Mỹ Lệ, Cao Thái Sơn, Nhóm AC&M và Nhóm MPS | - Một đời người một rừng cây | - Trần Long Ẩn                                                                                  |                                                                                  |
| 14/04/2005  | Nhạc trẻ Saigon                                                             | CD            | - Trung tâm Băng nhạc trẻ                                               | Phương Thanh, Lam Trường, Đan Trường, Mỹ Tâm, Trần Thu Hà, Cẩm Ly, Quang Dũng, Thanh Thảo, Minh Thuận, MTV và Lê Uyên Nhi                                                                                             | - Không còn mùa thu | - Việt Anh                                                                                      |                                                                                  |
| 14/04/2005  |                                                                             | CD            | - Trung tâm Băng nhạc trẻ                                               | Ngọc Tân, Quang Linh, Mỹ Tâm, Quang Dũng, Thanh Thúy, Tô Thanh Phương, Đông Quân, Vân Khánh, Khánh Duy, Thu Hà, Quốc Đại và Phúc Khang                                                                                | - Con đường có lá me bay | - Hoàng Hiệp                                                                                    |                                                                                  |
| 02/06/2005  | Những tình khúc Ngọc Tú Anh 1: Em rồi xa khuất                              | CD            | - Trung tâm Băng nhạc Rạng Đông                                         | Quang Dũng, Thu Minh, Mỹ Dung, Xuân Hiếu, Viết Lâm và Hồ Bích Ngọc | - Mẹ - Ngàn đóa hoa đời - Nguồi đời vẫn xanh | - Ngọc Tú Anh                                                                                   |                                                                                  |
| 2005        | Album nhạc Trịnh Công Sơn: Đêm thần thoại                                   |               |                                                                         | Trần Thu Hà, Quang Dũng, Hồ Quỳnh Hương, Đức Tuấn, Hồ Ngọc Hà, 5 Dòng Kẻ và Anh Bằng | |                                                                                                 |                                                                                  |
| 2005        | Những tình khúc Ngọc Tú Anh Vol. 1: Nhìn nỗi niềm trôi                      | CD            | - Nguyen Khang Production                                               | Quang Dũng, Thu Minh, Mỹ Dung, Nguyên Khang và Hồ Bích Ngọc | - Em rồi xa khuất - Mẹ - Ngàn đóa hoa đời - Nguồi đời vẫn xanh | - Ngọc Tú Anh                                                                                   |                                                                                  |
| 2006        | Tình khúc Ngọc Loan                                                         | CD            | - Ngọc Loan Music                                                       | Thanh Lam, Mỹ Lệ, Quang Dũng, Tùng Dương, Đoan Trang, Mỹ Dung và Tô Minh Thắng | - Tìm trong nỗi nhớ - Giấc mơ dĩ vãng | - Ngọc Loan                                                                                     |                                                                                  |
| 2007        | Album nhạc Phạm Đăng Khương: Khung trời mơ ước                              |               |                                                                         | Lệ Thu, Cẩm Vân, Thanh Lam, Tam ca Áo trắng, Ngọc Ánh và Thùy Dương | | - Phạm Đăng Khương                                                                              |                                                                                  |
| 20/05/2007  | The Best of Huỳnh Phúc Điền: Mẹ tôi & em                                    | DVD           | - Công ty TNHH giải trí sao nhạc Việt                                   | Cẩm Vân, Thanh Lam, Cẩm Ly, Mỹ Linh, Mỹ Tâm, Tam ca Áo trắng, Siu Black, Thanh Thảo, Hồ Ngọc Hà, Hiền Thục, Ngọc Anh, Đoan Trang, Phương Uyên, Nghi Văn, Như Ý, Lê Vy, Ngô Thanh Vân, Hồng Ngọc và Nhóm Ca dao        | - Tiếng mưa để lại - Một mình (*) - Bông hồng cài áo (**) | - Dương Thụ - Thanh Tùng - Phạm Thế Mỹ                                                          | (*) Cùng Cẩm Vân, Mỹ Linh và Mỹ Tâm (**) Tốp ca                                  |
| 01/10/2007  | Album nhạc Trịnh Công Sơn: Rơi lệ ru người                                  |               |                                                                         | Lệ Thu, Cẩm Vân, Mỹ Linh, Thu Minh, Quang Dũng, Trần Mạnh Tuấn, Đức Tuấn, Đoan Trang, 5 Dòng Kẻ, Thủy Tiên và Nguyên Thảo                                                                                             | | - Trịnh Công Sơn                                                                                |                                                                                  |
| 07/12/2007  | 10 năm làn sóng xanh 1997 - 2007                                            | CD            | - Viết Tân                                                              | Cẩm Vân, Thanh Lam, Cẩm Ly, Quang Linh, Phương Thanh, Mỹ Linh, Đàm Vĩnh Hưng, Mỹ Tâm, Lam Trường, Đan Trường, Quang Dũng, Hồ Quỳnh Hương, Lệ Quyên, Tuấn Hưng và Duy Mạnh                                             | |                                                                                                 |                                                                                  |
| 14/02/2008  | Album nhạc Ngô Thụy Miên: Áo lụa Hà Đông                                    | CD            | - Công ty TNHH Lạc Vũ                                                   | Lệ Thu, Tuấn Ngọc, Elvis Phương, Thanh Lam, Elvis Phương, Thanh Hà, Xuân Phú và Thanh Hà | - Dốc mơ | - Ngô Thụy Miên                                                                                 |                                                                                  |
| 2008        | Tình ca Trần Viết Tân: Chạm vào đêm                                         |               |                                                                         | Thanh Lam, Trần Thu Hà, Tùng Dương và Trần Viết Tân | | - Trần Viết Tân                                                                                 |                                                                                  |
| 2008        | Khúc tình xuân                                                              | CD            | - Làng Văn                                                              | Elvis Phương, Thái Thùy Linh, Kasim Hoàng Vũ, MTV, La thăng, Mắt ngọc, Vân Khánh và Lọ lem | - Nắng sớm | - Huy Tuấn                                                                                      |                                                                                  |
| 2009        | The Best of Phú Quang: Gửi một tình yêu                                     |               |                                                                         | Đàm Vĩnh Hưng, Quang Dũng, Tùng Dương, Nguyễn Ngọc Anh, Tấn Minh, Mỹ Hạnh, Hằng Nga, Kasim Hoàng Vũ và Lâm Phương | | - Phú Quang                                                                                     |                                                                                  |
|             | Hà Nội ngày trở về...                                                       | CD            | - Tổng công ty văn hóa Sài Gòn - Công ty vật phẩm văn hóa               | Quang Lý, Mỹ Linh, Hồ Trung Dũng, Quang Minh và Thu Trang | - Hà Nội ơi! Thầm hát trong tôi - Hướng về Hà Nội | - Phạm Minh Tuấn - Hoàng Dương                                                                  |                                                                                  |
| 2010        | Hà Nội ngày trở về                                                          |               |                                                                         | Mỹ Linh, Quang Lý, Quang Minh, Hồ Trung Dũng và Thu Trang | |                                                                                                 |                                                                                  |
| 2011        | Duyên dáng Việt Nam 21                                                      | DVD           | - Hãng phim Thanh niên                                                  | | - Tình xa | - Trịnh Công Sơn                                                                                |                                                                                  |
| 2011        | Duyên dáng Việt Nam 22                                                      | DVD           | - Hãng phim Thanh niên                                                  | | - Ru em bằng tiếng sóng | - Dương Thụ                                                                                     |                                                                                  |
| 2012        | Trái tim hoang vu                                                           |               |                                                                         | Thanh Lam, Phương Thanh, Thu Phương, Bằng Kiều, Trần Thu Hà và Siu Black | |                                                                                                 |                                                                                  |
| 2013        | Còn ai hát về Hà Nội                                                        | CD            | - Nhà xuất bản Trẻ                                                      | Lê Dung, Thanh Hoa, Lệ Thu, Ái Liên, Hồng Nhung, Quang Phác, Ngọc Bảo, Tiến Thành, Tuyết Nhung, Tuyết Thanh và Thúy Lan                                                                                               | - Nhớ mùa thu Hà Nội - Nhớ về Hà Nội | - Trịnh Công Sơn - Hoàng Hiệp                                                                   |                                                                                  |
| 11/2013     | Cõng mẹ đi chơi                                                             | CD            | - Hãng phim Phương Nam                                                  | Phương Thanh, Tấn Minh, Hiền Thục, Hồ Trung Dũng, Kasim Hoàng Vũ, Trần Quế Sơn, Tuyết Mai, Thanh Tâm, Phương Trinh, Quang Hào và Bùi Quang Đệ                                                                         | - Tre Việt Nam | - Trần Quế Sơn                                                                                  | Song ca cùng Tấn Minh                                                            |
| 2015        | The Master of Symphony                                                      | DVD           | - Masteri                                                               | Thanh Lam, Thu Phương, Mỹ Linh và Hà Trần | - Liên khúc hoa: Hoa sữa - Tuổi đá buồn - Hoa có vàng nơi ấy - Hoa gạo - Hương ngọc lan (*) - Đóa hoa vô thường (**) - Ru em từng ngón xuân nồng - Bài hát ru mùa đông - Cho em một ngày - Vẫn hát lời tình yêu (***) - Đánh thức tầm xuân (****) | - Hồng Đăng, Trịnh Công Sơn, Việt Anh, Trần Tiến, Anh Quân - Trịnh Công Sơn (2) - Dương Thụ (4) | - (*) (****) Tốp ca - (**) Song ca cùng Mỹ Linh - (***) Song ca cùng Thanh Lam   |
| 05/08/2016  | Mẹ chân quê                                                                 | CD            | - MPL Entertainment                                                     | Hương Lan, Tuấn Ngọc, Mỹ Hạnh, Trọng Bắc, Tấn Minh, Hồ Trung Dũng, Quốc Đại, Hà Vân, Ngọc Quy và Hà My | - Cám ơn mẹ | - Xuân Hiếu, Mai Phước Lộc                                                                      |                                                                                  |
| 2017        | Cô Ba Sài Gòn (Original Motion Picture Soundtrack)                          | Kỹ thuật số   |                                                                         | Đông Nhi, Phương Vy, Jun Phạm, S.T 365 và Thủy Hương | - Một thoáng quê hương | - Thanh Tùng                                                                                    | Nhạc phim Cô Ba Sài Gòn                                                          |
| 10/01/2022  | Một chiều thu                                                               | LP            | - Gia Định Audio                                                        | Lê Hiếu, Trọng Bắc, Hoàng Yến Chibi, Diệu Hiền, Quang Minh và Hương Giang | - Nhớ mùa thu Hà Nội | - Trịnh Công Sơn                                                                                |                                                                                  |

## Danh sách thu âm
Trong sự nghiệp âm nhạc của Hồng Nhung thì cô thể hiện thành công nhất các nhạc phẩm của Duy Thái, Trịnh Công Sơn và Dương Thụ. Dưới đây là danh sách những ca khúc Nhung từng thu âm.

### Ca khúc
- All Out of Love (Air Supply)
- Anh đừng đi (Mai Thang)
- À ơi tay mẹ (Trần Viết Tân)
- Ấm nồng (Trần Viết Tân)
- Bác Hồ người cho em tất cả (Hoàng Long - Hoàng Lan)
- Bài ca buồn (Lã Văn Cường, thơ: Nguyễn Tấn Cứ)
- Bài ca cho anh
- Bài ca hy vọng (Văn Ký)
- Bài ca trên sóng (Từ Huy)
- Bài hát buồn (Noel buồn) (Dương Thụ)
- Bài hát ru cho anh (Dương Thụ)
- Bài hát ru mùa đông (Dương Thụ)
- Bài hát ru mùa xuân (Dương Thụ)
- Bài thơ biển (Văn Thành Nho)
- Bay đi ôi cô đơn (Bảo Phúc)
- Bay vào ngày xanh (Dương Thụ)
- Bằng tên một loài hoa
- Bây giờ biển mùa đông (Dương Thụ)
- Beauty and the Beast (Alan Menken)
- Belem quạnh hiu (Hải Linh, Minh Châu)
- Bên em là biển rộng (Bảo Chấn)
- Biển đêm (Ngọc Loan)
- Biển nhớ
- Biển và cô gái
- Bikini 3 (Võ Thiện Thanh)
- Biết em còn chút dỗi hờn (Bảo Chấn)
- Bình yên (Quốc Bảo)
- Bóng đổ
- Bóng mây đời tôi (Đức Trí)
- Bóng tối ly cà phê
- Bóng xế ngày qua (Võ Tá Hân, Thơ: Nguyên Lương)
- Bống bống bang bang (Nguyễn Đức Cường)
- Bống bồng ơi (Trịnh Công Sơn)
- Bống không là Bống (Trịnh Công Sơn)
- Buổi tối chuyện một căn nhà nhỏ
- Ca dao đêm giáng sinh (Dương Thụ)
- Ca dao Hồng
- Cà phê Hà Nội (Nguyễn Duy Hùng)
- Cao cung lên
- Casablanca
- Cát bụi (Trịnh Công Sơn)
- Câu chuyện nụ hôn
- Cây bàng của cha (Lưu Hà An)
- Cây vỹ cầm (Lê Yến Hoa)
- Con chim sâu (Quốc Trung - Dương Thụ)
- Con đường có lá me bay (Hoàng Hiệp, thơ: Diệp Minh Tuyền)
- Con đường hoa hồng
- Có đôi khi (Lã Văn Cường)
- Có một vùng đảo xa
- Có những con đường (Trịnh Công Sơn)
- Có nụ hoa hồng bỗng gọi tên anh (Bảo Phúc, Anh Thoa)
- Có phải em mùa thu Hà Nội (Tô Như Châu, Trần Quang Lộc)
- Cỏ xót xa đưa
- Cõi hoa
- Còn ai với ai
- Còn mãi tìm nhau (Trịnh Công Sơn)
- Cô bé vô tư
- Cô láng giềng (Hoàng Quý)
- Cơn lốc đen
- Cơn mưa chiều Chủ Nhật (Từ Huy)
- Chỉ còn hai đứa mình
- Chèo thuyền
- Chiếc lá vô tình (Bảo Chấn)
- Chiếc nhẫn cỏ
- Chiều nhớ (Từ Huy)
- Chiều hồ Gươm
- Chiều tím (Đinh Hùng, Đan Thọ)
- Chiều trên phố (Quốc Trung)
- Chiều xuân
- Chiquitita (Björn Ulvaeus, Benny Andersson)
- Chuyện vui ngày xuân (Hồng Tơ, Bảo Chung)
- Cho con (Phạm Trọng Cầu)
- Cho đời nhớ thương (Trần Thái Nguyên)
- Cho em một ngày (Dương Thụ)
- Cho em quên tuổi ngọc (Lam Phương)
- Cho một người vừa nằm xuống (Trịnh Công Sơn)
- Cho nhau mùa đông
- Chờ phone của anh
- Chợt nghe em hát
- Chưa bao giờ (Việt Anh)
- Cuối cùng cho một tình yêu (Trịnh Công Sơn, Trịnh Cung)
- Cũng sẽ chìm trôi (Trịnh Công Sơn)
- Cửa sổ mùa đông (Dương Thụ)
- Danh vọng
- Dấu chân địa đàng (Trịnh Công Sơn)
- Dấu vết (Bảo Chấn)
- Diễm xưa
- Diều ơi cho em bay (Nguyễn Cường)
- Don't Cry for Me Argentina
- Dòng thời gian (Ryu Jae Huyn, Tuấn Khanh)
- Dốc mơ (Ngô Thụy Miên)
- Dù rằng em rất xa
- Dưới trời dĩ vãng (Đinh Trầm Ca)
- Dường như (Bảo Chấn)
- Đàn sếu
- Đành quên tôi
- Đánh thức tầm xuân (Dương Thụ)
- Đất nước (Phạm Minh Tuấn, Tạ Hữu Yên)
- Để em còn chút dỗi hờn (Bảo Chấn)
- Để em còn chút yêu người
- Để gió cuốn đi (Trịnh Công Sơn)
- Để gió đưa vào lãng quên
- Đêm đông
- Đêm mưa (Bảo Phúc)
- Đêm nằm mơ phố (Việt Anh)
- Đêm vô vọng (Lã Văn Cường)
- Đi học (Bùi Đình Thảo)
- Đi qua vùng cỏ non (Trần Long Ẩn)
- Định mệnh
- Điệp khúc tình yêu (Trần Tiến)
- Điều ta đang có (Đỗ Bảo)
- Điều giản dị
- Định mệnh (Lã Văn Cường)
- Đóa hoa vô thường (Trịnh Công Sơn)
- Đoản khúc thu Hà Nội (Trịnh Công Sơn)
- Đố tình (Quốc Trung)
- Đồng dao hoà bình (Trịnh Công Sơn)
- Đời gọi em biết bao lần (Trịnh Công Sơn)
- Đừng để con một mình (Trang Pháp)
- Đừng quay bước đi
- Em còn nhớ hay em đã quên (Trịnh Công Sơn)
- Em đi giữa biển vàng
- Em đi qua tôi
- Em hãy ngủ đi (Trịnh Công Sơn)
- Em Hồng Nhung rất lạ (Trần Viết Tân)
- Em là hoa hồng nhỏ (Trịnh Công Sơn)
- Em ơi Hà Nội phố
- Em rồi xa khuất (Ngọc Tú Anh)
- (Everything I Do) I Do It for You (Tất cả vì em) (Bryan Adams, Michael Kamen, Robert "Mutt" Lange)
- Fly Me to the Moon
- Gái xuân (Tử Vũ)
- Giáng sinh đầu tiên (The First Noel)
- Giáng sinh trắng (White Christmas) (lời Việt: Nguyễn Ngọc Thiện)
- Giấc mơ dĩ vãng (Ngọc Loan)
- Giấc mơ ngày bé
- Giấc mơ tôi (My Dream) (Hồng Nhung)
- Giấc mơ xa vời (Đức Trí)
- Gió mùa xuân tới (Hoàng Trọng)
- Gió và hoa hồng (Lời Việt: Phú Quang)
- Giọt sương (Dương Thụ)
- Giọt sương trên mí mắt (Thanh Tùng)
- Góc Hà Nội (Nguyễn Duy Hùng)
- Gửi một câu hát Tokio
- Gửi người em gái
- Hà Nội
- Hà Nội em (Trần Viết Tân)
- Hà Nội đêm trở gió
- Hà Nội mùa vắng những cơn mưa (Trương Quý Hải, thơ Bùi Thanh Tuấn)
- Hà Nội ơi, thầm hát trong tôi (Phạm Minh Tuấn)
- Hạ trắng
- Hark! The Herald Angels Sing
- Hát với chú ve con (Thanh Tùng)
- Hãy đến với em
- Hận tình trong mưa
- Hè muộn (Bằng Kiều, Dương Thụ)
- Hoa sữa (Hồng Đăng)
- Hoa vàng mấy độ
- Hoang vắng (Quốc Dũng)
- Họa mi hót trong mưa (Dương Thụ)
- Hoàng hôn dốc
- Hoàng hôn xa
- Hòn đá trong vườn tôi (Dương Thụ - Quốc Trung)
- Hơi thở mùa xuân
- Huế - Sài Gòn - Hà Nội
- Hư hao đời ta (Trần Hải Sâm)
- Hương cau (Dương Thụ)
- Hương ngọc lan (Anh Quân, Dương Thụ)
- Hương quen (Lã Văn Cường)
- Hướng về Hà Nội (Hoàng Dương)
- Im lặng (Dương Thụ)
- Im lặng đêm Hà Nội (Phú Quang)
- Khao khát
- Khát khao Hà Nội (Trần Hữu Bích)
- Khi anh yêu em (Vũ Quang Trung)
- Không còn mùa thu
- Khúc ca mới (Võ Tá Hân, thơ: Huỳnh Văn Dung)
- Khúc chia xa (Lã Văn Cường)
- Khúc mưa (Phú Quang, Đỗ Trung Quân)
- Khúc nhạc ngày xuân (Nhật Bằng)
- Khung trời lỡ hẹn
- Kỷ niệm buồn
- Lambada (Chico de Oliveira, Gonzalo Hermosa-Gonzales)
- Lang thang trong phòng (Từ Huy)
- Lãng du
- Lãng mạn mùa xuân
- Lãng quên đi (Từ Huy)
- Lắng nghe mùa xuân về (Dương Thụ)
- Lẻ loi (Lã Văn cường)
- Lênh đênh
- Lệ khúc
- Lọ lem (Mai Lâm)
- Lời chào của em (Nghiêm Bá Hồng)
- Lời của dòng sông
- Lời của gió (Duy Thái)
- Lời mẹ ru (Trịnh Công Sơn)
- Lời thiên thu gọi (Trịnh Công Sơn)
- Lời thú tội (Confession)
- Lời tỏ tình của mùa xuân (Thanh Tùng)
- Lý ngựa ô
- Mai em mười bảy (Ngô Quốc Tính)
- Mai sau (Võ Tá Hân, thơ: Huỳnh Văn Dung)
- Mặt Trời bé con (Trần Tiến)
- Mặt Trời dịu êm (Dương Thụ)
- Mặt Trời mọc
- Mây xưa (Phú Quang)
- Mê khúc
- Mẹ - Ngàn đóa hoa đời (Ngọc Tú Anh)
- Mẹ bỏ con đi (Đường xa vạn dặm)
- Mẹ (Ngàn đóa hoa đời) (Ngọc Tú Anh)
- Mẹ yêu con (Nguyễn Văn Tý)
- Mong lời yêu (Thanh Bùi, Hoàng Huy Long)
- Mong về Hà Nội (Dương Thụ)
- Mỗi độ xuân về (Phạm Đình Chương)
- Mỗi ngày tôi chọn một niềm vui (Trịnh Công Sơn)
- Mộng chiều xuân (Ngọc Bích)
- Một cõi đi về (Trịnh Công Sơn)
- Một đời người, một rừng cây (Trần Long Ẩn)
- Một mình (Thanh Tùng)
- Một ngày mới (Huy Tuấn)
- Một nhành hoa phượng vĩ (Nguyễn Duy Hùng)
- Một thoáng quê hương
- Muôn trùng em có nhớ
- Mùa đông công viên (Ngô Thụy Miên)
- Mùa thu ru em (Đức Huy)
- Mùa xuân đầu thế kỷ (Trần Long Ẩn)
- Mùa xuân đầu tiên
- Mũi tên vô tình (Từ Huy)
- Mưa hồng (Trịnh Công Sơn)
- Mưa phi trường (Việt Anh)
- Mưa rơi có ướt áo anh (Diệp Minh Tuyền)
- Mưa rơi trên cuộc tình (Ngọc Loan)
- Mưa thì thầm
- Mười năm một chuyện tình (Đinh Trầm Ca, Dương Hạ Châu)
- Mượn rượu tỏ tình (Big Daddy, Tiên Cookie)
- Này em có nhớ (Trịnh Công Sơn)
- Nắng sớm (Huy Tuấn)
- Nắng vàng, biển xanh và anh (Lê Hựu Hà)
- Nắng về theo anh (Lê Quang)
- Nếu anh đi (Khắc Hưng)
- Nếu biển không có sóng
- Niềm vui cho thế giới (Joy to the World) (lời Việt: Quang Uy)
- Níu tay nghìn trùng (Trịnh Công Sơn)
- Nothing in This World (Craig Armstrong)
- Nỗi buồn (Phú Quang)
- Nỗi nhớ đêm đại dương
- Nỗi nhớ hồn nhiên (Phạm Hữu Tâm)
- Nỗi nhớ mùa đông (Phú Quang, Thảo Phương)
- Nơi bình minh đầy nắng (DTAP, Violet Inus)
- Ngao du (Huy Tuấn, Hồng Nhung)
- Ngày hôm qua là thế (Việt Anh)
- Ngày mùa
- Ngày mưa hãy đến với em (Dương Thụ)
- Nghe mưa (Dương Thụ)
- Ngày nào tôi mất em (Ngọc Loan)
- Ngày tôi mất em
- Ngày ta xa nhau
- Ngẫu hứng sông hồng (Trần Tiến)
- Nghe tiếng chim hót (Dương Thụ)
- Nghịch nắng (Lưu Hà An)
- Ngọc biếc (Lã Văn Cường)
- Ngơ ngác hoàng hôn
- Nguồn đời vẫn xanh (Ngọc Tú Anh)
- Ngủ đi con (Trịnh Công Sơn)
- Ngựa ô thương nhớ (Trần Tiến)
- Người già và em bé (Trịnh Công Sơn)
- Người tình vô tư (Thế Bảo)
- Nhìn những mùa thu đi (Trịnh Công Sơn)
- Nhịp đập con tim
- Nhớ
- Nhớ mùa thu Hà Nội (Trịnh Công Sơn)
- Nhớ thành phố hoa đào
- Nhớ về Hà Nội (Hoàng Hiệp)
- Như cánh vạc bay (Trịnh Công Sơn)
- Như một giấc mơ (Mỹ Tâm)
- Như một lời chia tay (Trịnh Công Sơn)
- Nothing Compares to You (Sinéad O'Connor)
- Nụ hoa hồng bỗng gọi tên anh
- Ôi tình buồn (Ngọc Loan)
- Ở trọ (Trịnh Công Sơn)
- Ơi em yêu
- Ơi tình buồn
- Papa (Paul Anka, lời Việt: Phạm Duy)
- Papa (Thanh Bùi, Dương Khắc Linh, Hồng Nhung)
- Phố
- Phố à phố ơi (Lưu Hà An)
- Phố cổ (Nguyễn Duy Hùng)
- Phố một ngày vui
- Phố thu (Vũ Minh Tâm)
- Phố vẫn xưa
- Phố xưa
- Quê hương cần nắng (Hồng Nhung)
- Quê hương trong nỗi nhớ (Ngọc Loan)
- Rồi anh lại đến (Bảo Chấn)
- Rồi có lúc (Lã Văn Cường)
- Rồi dấu yêu về (Bảo Chấn)
- Rồi ngày sẽ qua (Võ Tá Hân, Thơ: Nguyên Lương)
- Rồi như đá ngây ngô (Trịnh Công Sơn)
- Ru em (Trịnh Công Sơn)
- Ru con giữa rừng đại ngàn
- Ru đời đi nhé (Trịnh Công Sơn)
- Ru em bằng tiếng sóng
- Ru em từng ngón xuân nồng (Trịnh Công Sơn)
- Ru tình (Trịnh Công Sơn)
- Rừng xanh yêu thương (Huy Cường)
- Saigon (Nhạc: Huy Tuấn, Lời: Hồng Nhung)
- Sài Gòn đêm mưa (Quang Dũng)
- Sao anh không về (Lã Văn Cường, thơ: Minh Nguyệt)
- Sao chẳng về với em
- Sao hôm sao mai (Đình Bảo)
- Simple Beauty (Hồng Nhung)
- Sống thật đẹp
- Suối mơ
- Ta đã thấy gì trong đêm nay (Trịnh Công Sơn)
- Tạm biệt bốn mùa (Trần Hữu Bích, Phan Thị Nguyệt Hồng)
- Tặng vật
- Tháng tư về (Dương Thụ)
- The Final Countdown (Europe)
- Thiên thai (Văn Cao)
- Thoi tơ (Đức Quỳnh, Nguyễn Bính)
- Thu cô liêu
- Thu khóc trên ngàn (Ngô Thụy Miên)
- Thuyền và biển (Phan Huỳnh Điểu)
- Thuở Bống là người (Trịnh Công Sơn)
- Thư Hà Nội (Nguyễn Vĩnh Tiến)
- Thư pháp (Nguyễn Duy Hùng)
- Tia nắng cuối cùng (Porque te vas) (Jeanette)
- Tiến thoái lưỡng nan (Trịnh Công Sơn)
- Tiếng dương cầm (Văn Phụng)
- Tiếng gọi miền xưa
- Tiếng hát về khuya
- Tiếng mưa để lại (Dương Thụ)
- Tiếng nước róc rách (Dương Thụ)
- Tiếng sóng (Dương Thụ)
- Tìm anh trên bờ cát
- Tìm bờ cát trắng (Dương Thụ)
- Tìm đâu mùa xuân cũ (Bảo Thu)
- Tìm lại (Microwave (ban nhạc)|Microwave)
- Tìm trong nỗi nhớ (Ngọc Loan)
- Tình ca (Trần Long Ẩn, thơ: Từ Huy)
- Tình ca của chúng ta
- Tình ca Nhung
- Tình đã xa xôi
- Tình khúc 24 (Phú Quang)
- Tình khúc chiều mưa (Nguyễn Ánh 9)
- Tình nghệ sĩ
- Tình thôi xót xa (Bảo Chấn)
- Tình yêu (Trần Long Ẩn, thơ: Thường Đoan)
- Tình yêu đầu tiên (Duy Thái)
- Tình yêu lớn nhất
- Tình yêu mãi mãi (Tôn Thất Lập)
- Tình yêu ở lại (Quốc Trung, Dương Thụ)
- Tình yêu tôi hát (Việt Anh)
- Tình yêu trở lại
- Từ giọng hát em
- Từ khi
- Từ xa cách người
- Tự tình khúc
- Tuổi đời mênh mông (Trịnh Công Sơn)
- Tóc gió thôi bay (Trần Tiến)
- Tóc ngắn
- Tôi đọc báo công cộng (Nguyễn Duy Hùng)
- Tôi ơi đừng tuyệt vọng
- Tôi ru em ngủ (Trịnh Công Sơn)
- Tôi về (Quốc Bảo)
- Tôi xưa nay Hà Nội
- Trái tim hoang vu (Thanh Tùng)
- Tre Việt Nam (Trần Quế Sơn)
- Trẻ mãi
- Trên sông Hương (Nguyễn Văn Thương)
- Trở về (Châu Kỳ)
- Trở về (Lưu Hà An)
- Trở về căn gác nhỏ (Nguyễn Duy Hùng)
- Ước gì (Võ Thiện Thanh)
- Và như cơn gió thoảng (Bảo Chấn)
- Vẫn hát lời tình yêu (Dương Thụ)
- Về lại phố xưa (Phú Quang)
- Về với đông (Vũ Minh Tâm)
- Vết lăn trầm (Trịnh Công Sơn)
- Vì một Thế giới ngày mai
- Vì sao (Từ Huy)
- Vì sao anh không đến
- Vì ta cần nhau (Đức Trí)
- Vĩnh biệt mùa hè (Thanh Tùng)
- Vỏ ốc thời gian
- Vòng tròn (Lưu Hà An)
- Vươn cao Việt Nam
- Vườn yêu (Lã Văn Cường, thơ: Minh Nguyệt)
- Xa dấu mặt trời (Trịnh Công Sơn)
- Xin mặt trời ngủ yên (Trịnh Công Sơn)
- Xin trả nợ người
- Xuân 18 (Từ Huy)
- Yêu
- Yêu em (Trung Kiên)
- Yêu em Hà Nội
- Yêu người vô vọng (Đinh Trầm Ca)

### Sáng tác
- Bèo dạt (lấy cảm hứng từ ca khúc "Bèo dạt mây trôi")
- Giấc mơ tôi (My Dream)
- Mẹ ru
- Papa (cùng Thanh Bùi, Dương Khắc Linh)
- Phố một ngày vui
- Quê hương cần nắng
- Saigon (Nhạc: Huy Tuấn, Lời: Hồng Nhung)
- Simple Beauty